# Élection présidentielle française de 1981
L'élection présidentielle française de 1981, la quatrième depuis l'instauration du suffrage universel direct, organisée les 26 avril et 10 mai, voit élu pour un mandat de sept ans le premier président de gauche de la Ve République, avec la deuxième plus forte participation de l'histoire, de 85,85%, et un des plus faibles écarts.
Pour la première fois depuis l'établissement du suffrage universel pour cette élection, la présidentielle a lieu à l'issue d'un mandat complet du président sortant, Valéry Giscard d'Estaing. Durant sa présidence (1974-1981), celui-ci pâtit d'une politique économique impopulaire dans un contexte de crise induite par les deux chocs pétroliers, rompant avec les trente années de prospérité qui ont suivi la Libération. Les sondages le placent cependant en tête jusqu'en novembre 1980, profitant de la forte rivalité Michel Rocard et François Mitterrand, écart qui disparait ensuite le mois suivant.
Ce scrutin est marqué par des affrontements virulents au sein de la majorité et de l’opposition. À droite, des tensions interviennent entre les partisans de Jacques Chirac, candidat gaulliste et président du Rassemblement pour la République (RPR), et Valéry Giscard d'Estaing, issu de la droite libérale. L'opposition est aussi divisée depuis la fin de l'Union de la gauche (1977), qui réunissait le Parti socialiste (PS), le Mouvement radical de gauche (MRG) et le Parti communiste français (PCF), et qui avait présenté une candidature commune lors de la précédente présidentielle.
Au second tour, dans un contexte de légère hausse de l’abstention par rapport à 1974, François Mitterrand l’emporte avec 51,76 % des suffrages exprimés face au chef de l’État sortant. Cette victoire d'un candidat socialiste, une première sous la Cinquième République, met fin à 23 années de pouvoir de la droite, la plus longue période de continuité politique en France depuis l'Ancien Régime. C'est aussi la première fois dans l'histoire des républiques françaises et des élections présidentielles au suffrage universel direct ou indirect, qu'un président de la République candidat à sa réélection est battu.

## Contexte

### Politique étrangère

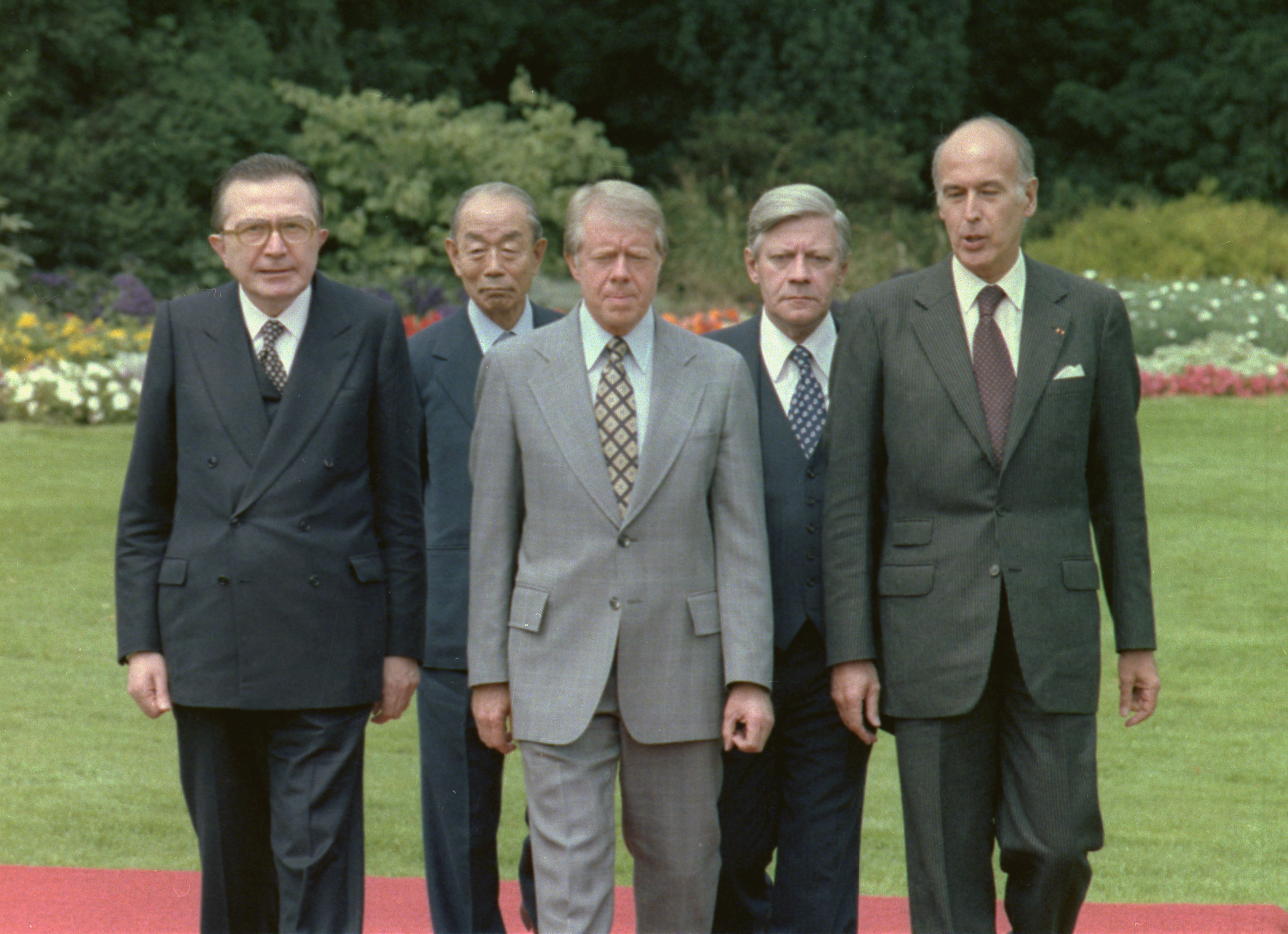
Valéry Giscard d'Estaing (à droite), avec Giulio Andreotti, Takeo Fukuda, Jimmy Carter et Helmut Schmidt, lors du sommet du G7 à Bonn en 1978.

Au cours des années 1970, malgré le rang encore élevé de la France dans le classement des puissances mondiales (5e puissance industrielle, 3e puissance nucléaire), son importance et son influence diminuent. Durant le septennat de Valéry Giscard d'Estaing, les ministres des Affaires étrangères, simples exécutants issus du corps des diplomates (Jean Sauvagnargues, Louis de Guiringaud, Jean François-Poncet) ne réussissent pas à s'affirmer sur la scène internationale. Les objectifs du président dans le domaine de la politique étrangère ne concordent pas souvent avec la ligne politique des gaullistes, qui forment le plus gros contingent de la majorité. Aussi, la diplomatie française, qui ne tranche clairement ni dans un sens ni dans l'autre, est taxée d'ambiguïté durant cette période.
Le président souhaite avant toute chose éviter la moindre manifestation d'agressivité dans les relations internationales et travailler à préserver la paix. Son mandat se déroule dans un contexte où le camp soviétique semble offensif et l'équilibre des forces menacé, ce que l'on a appelé la « Guerre fraîche » : intervention cubaine en Angola, coup d'État communiste en Éthiopie, invasion de l'Afghanistan, influence renforcée dans plusieurs pays africains et moyen-orientaux, crise des euromissiles, etc., sans oublier la révolution iranienne, également hostile envers les Occidentaux. Aux États-Unis, le président démocrate Jimmy Carter est accusé de laxisme, ce qui contribue largement à l'élection de son adversaire, le conservateur Ronald Reagan en novembre 1980. L'attitude diplomatique de Valéry Giscard d'Estaing vis-à-vis de l'URSS est conciliante, ainsi, en 1975, il va jusqu'à déposer une gerbe au mausolée de Lénine à Moscou, ou rencontre Léonid Brejnev à Varsovie le 19 mai 1980, en dépit de la condamnation internationale de l'intervention soviétique en Afghanistan. Cela lui vaut de vives critiques, en particulier de la droite gaulliste, qui marque également son profond désaccord vis-à-vis de la politique de défense et de dissuasion nucléaire.
La Communauté économique européenne, ancêtre de l'Union européenne, continue de se construire et de s'élargir. Le Royaume-Uni, auparavant empêché par les réticences gaulliennes, a rejoint la Communauté avec l'Irlande et le Danemark en 1973. Le 1er janvier 1981, c'est au tour de la Grèce. Les premières élections européennes ont lieu en 1979, mais bien qu'étant la première manifestation d'expression démocratique de l'Europe politique, elles ne suscitent que peu d'intérêt. Simone Veil, giscardienne et ancienne ministre de la Santé, est élue présidente du Parlement européen. Le président français manifeste ses affinités avec le chancelier allemand social-démocrate Helmut Schmidt, mais il n'en est pas de même avec le Premier ministre britannique, la conservatrice Margaret Thatcher, partisane du libéralisme économique.
Valéry Giscard d'Estaing nourrit un profond intérêt pour l'Afrique et écarte Jacques Foccart, conseiller pour les affaires africaines de De Gaulle et Pompidou. Sa politique mêle interventions militaires (contre le Front Polisario en 1977, à Kolwezi en 1978, contre Bokassa en 1979, contre une incursion libyenne à Gafsa en 1980) et gestion confuse de certains problèmes (maintien de la souveraineté française sur Mayotte lors de l'indépendance des Comores, prise d'otage de Françoise Claustre et ingérence libyenne au Tchad). Au Moyen-Orient, la politique étrangère de Valéry Giscard d'Estaing est nettement favorable aux pays arabes et à la cause palestinienne, comme en témoigne l'autorisation d'ouverture d'un bureau de l'OLP à Paris en 1975. Cela a été interprété comme une stratégie pour préserver les intérêts économiques de la France dans la région.

### Économie

#### Crise économique
La période de forte croissance économique des Trente Glorieuses s'achève avec les conséquences du choc pétrolier de 1973 provoqué par la guerre du Kippour. Cependant, plusieurs économistes, dont le Premier ministre Raymond Barre, signalent que la hausse vertigineuse du baril de pétrole ne suffit à elle seule à expliquer la crise économique qui touche les pays occidentaux. Celle-ci est causée également par la dérégulation du système monétaire international, consécutive à la fin de la convertibilité dollar/or décidée par le président américain Richard Nixon en 1971, et confirmée lors des accords de la Jamaïque en 1976. En 1974, l'inflation en France commence à prendre de l'ampleur (18,8 % au premier trimestre).
Le gouvernement est alors face à un problème presque insoluble : réduire l'inflation, sans compromettre la croissance et donc le taux d'emploi. En tant que ministre de l'Économie et des Finances sous Pompidou, Valéry Giscard d'Estaing a déjà, depuis le début des années 1970, agi sur l'un et l'autre levier alternativement, sans réelle ligne directrice. Lorsque ce dernier est élu président de la République, la politique économique est d'abord menée, dans le gouvernement de Jacques Chirac, entre 1974 et 1976, par le ministre Jean-Pierre Fourcade. Le plan de réduction de l'inflation alors mis en place (hausse des taux d'intérêt, économies budgétaires et énergétiques, remboursement des crédits de la Banque de France, etc.) a comme effets secondaires le ralentissement de la croissance, la baisse de la production industrielle, et une forte poussée du chômage, qui double pratiquement en un an, le chiffre symbolique du million de chercheurs d'emploi étant dépassé en 1975. Les jeunes et les régions industrialisées du Nord-Est et du Sud-Est sont particulièrement touchés par cette conjoncture. Pour autant, l'inflation, accompagnée par la hausse des salaires, reste à un niveau élevé, ce qui marque, en France, le début d'une période de stagflation. Les mouvements sociaux se multiplient, notamment à cause des préoccupations liées à l'emploi. Un plan de relance par la dépense publique est lancé fin 1975. La reprise économique se confirme, mais elle s'essouffle dès l'été 1976. En outre, la situation de l'emploi ne s'est pas améliorée, et la balance commerciale ne cesse de se dégrader, en grande partie à cause des importations énergétiques, et de la faiblesse du franc, malmené sur le marché des devises. La crise s'avère en fait plus sérieuse et plus complexe que prévu.
La nomination de Raymond Barre en remplacement de Jacques Chirac, en août 1976, souligne la volonté du président de faire de la réponse à la crise économique la priorité du gouvernement. Novice en politique mais économiste réputé, le nouveau Premier ministre cumule le poste de ministre de l'Économie, et fixe comme objectif principal la lutte contre l'inflation et la stabilisation de la monnaie. Son plan, préparé en concertation avec les organisations syndicales, comprend des mesures de rigueur budgétaire, avec entre autres l'augmentation des impôts et l'instauration de nouvelles taxes comme l'impôt-sécheresse ou la vignette automobile. En butte à l'hostilité de l'opinion publique vis-à-vis de sa politique, qui suscite d'importantes manifestations et des critiques tant de l'opposition que des gaullistes réunis autour de Jacques Chirac, Raymond Barre adopte de nouvelles mesures en contradiction avec son propre plan. Cependant, en 1977, les indicateurs du chômage, de l'inflation et de la balance commerciale sont encourageants, même si la situation est encore fragile.

#### Tournant libéral et second choc pétrolier

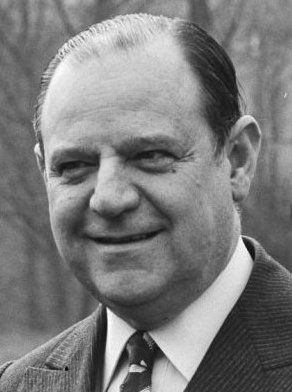
En 1978, le Premier ministre Raymond Barre met en œuvre une politique économique libérale.

Après la victoire serrée de la droite aux législatives de 1978, Raymond Barre engage des réformes économiques plus profondes et d'orientation libérale, posant la libre concurrence comme un principe essentiel, allant de pair avec l'abandon progressif des dispositifs protectionnistes. Le nouveau ministre de l'Économie, René Monory, doit superviser la suppression du contrôle des prix. Sans mésestimer les risques d'inflation immédiats, Raymond Barre pense que sa politique ira dans le sens inverse à long terme. Dans le même temps, il cherche à assainir la gestion des entreprises publiques et à restaurer l'épargne des ménages.
Début 1979, le deuxième choc pétrolier et la révolution iranienne font à nouveau flamber le cours du pétrole, et à nouveau, les indicateurs économiques de la France sont dans le rouge. Raymond Barre prétend que ses réformes ont permis d'amortir le choc, ce que conteste l'opposition, qui considère que le Premier ministre a une excuse toute trouvée pour masquer ses mauvais résultats, en particulier dans le domaine social. De fait, si les résultats de la politique gouvernementale sont positifs quoique fragiles pour les chiffres de la croissance ou des taux de change, la situation de l'emploi a continué à se dégrader, et le nombre de chômeurs a dépassé la barre des 1 300 000 à la fin de l'année 1979. De plus, le pouvoir d'achat commence, pour la première fois, à baisser, le déficit de la sécurité sociale devient inquiétant, et l'industrie sidérurgique connaît un déclin brutal.
En dépit de ce contexte maussade, plusieurs secteurs et réalisations témoignent de la force de l'économie française : Airbus, Michelin, devenu en 1979 No 1 mondial des pneumatiques, Renault, Peugeot-Citroën, le programme spatial Ariane, l'industrie des télécommunications, avec CGE-Alcatel, Thomson-CSF, Matra, l'informatique, mais aussi l'industrie nucléaire, où près de 50 centrales nucléaires ont été construites en 7 ans, lors du septennat de Valéry Giscard d'Estaing, malgré une certaine contestation.
L'année 1980 est une année particulièrement noire pour l'économie française, et le gouvernement semble impuissant. L'inflation reprend de plus belle, la production industrielle baisse, la croissance est faible et le déficit commercial a quintuplé, en grande partie à cause de la facture pétrolière, qui a plus que doublé. La France compte désormais 1 660 000 chômeurs, soit 7,3% de sa population active, quatre fois plus que sept ans auparavant. À quelques mois de l'élection, le bilan du président est entaché par deux crises pétrolières brutales, très coûteuses en termes économiques.

### Société
Au cours des années 1970, la mutation socioculturelle de la France se poursuit. Pour le sociologue Henri Mendras, la période entre le milieu des années 1960 et le milieu des années 1980 est celle d'une « seconde révolution française ». La pratique religieuse a nettement reculé, de même que l'influence des régions rurales. Le salariat a progressé et la France s'est urbanisée. Autant d'évolutions qui sont interprétées comme des facteurs explicatifs de la progression de la gauche au cours des années 1970. Au fil des élections, cela est particulièrement visible en Bretagne et dans les agglomérations du Grand Ouest par exemple. Toutefois, ce type de constat doit être relativisé, car ces transformations de la société française étaient déjà enclenchées du temps de la présidence de Charles de Gaulle.
Tenant compte des évolutions structurelles de la société française, et conformément à son appartenance au courant libéral de la droite, Valéry Giscard d'Estaing, une fois élu président de la République, s'attache à mettre l'accent sur les réformes sociétales plus que sur les réformes économiques. Ainsi, en 1974, l'âge de la majorité civile a été abaissé à 18 ans. La même année, l'avortement a été légalisé par la loi Veil, grâce à une coalition de députés de droite et de gauche, et malgré l'opposition particulièrement virulente de députés appartenant à la majorité. En 1975, une loi facilitant la procédure de divorce est adoptée. Malgré la réforme de l'ORTF en 1974, l'audiovisuel est toujours sous la coupe de l'État, et l'expression de la parole du gouvernement y est toujours prioritaire.
Vis-à-vis de la jeunesse, le président doit faire face à une agitation étudiante, incessante jusqu'en 1978, animée entre autres par les situationnistes. Le ministre de l'Éducation René Haby, qui promulgue en 1975 une loi instaurant le collège unique, a des projets ambitieux, mais, devant l'opposition des syndicats, toute velléité réformatrice du système scolaire est abandonnée à partir de 1978.
Dans l'enseignement supérieur, par contre, à la fin du septennat, la ministre des Universités, Alice Saunier-Seïté, une femme, ne craint pas d'exercer une gestion autoritaire, cherche à remettre en cause l'héritage de Mai 68 (notamment la réforme de la loi Faure) et n'hésite pas à faire raser, en 1980, le symbole de la contestation qu'était l'université de Vincennes, déplacée à Saint-Denis.
Dans le domaine des réformes économiques et sociales, le bilan de la présidence de Valéry Giscard d'Estaing est très faible. Le projet de taxation des plus-values des transactions immobilières, critiqué par la gauche et la droite gaulliste, n'est plus qu'une coquille vide, lorsqu'il est adopté en 1976. Le projet de grande réforme de l'entreprise visant à améliorer les rapports entre patrons et salariés est quant à lui abandonné, après avoir suscité des réactions hostiles, mitigées ou indifférentes.

### Politique

#### Majorité de droite déchirée

##### De l'alliance Giscard-Chirac à la création du RPR et de l'UDF
Lorsqu'il a remporté l'élection présidentielle de 1974, Valéry Giscard d'Estaing a nommé comme Premier ministre le gaulliste Jacques Chirac, ministre de Pompidou qui avait apporté son soutien au premier tour, avec celui de 43 députés et ministres, aux dépens du candidat de l'UDR Jacques Chaban-Delmas, pourtant du même parti. Les gaullistes dominent la majorité de droite à l'Assemblée nationale, alors que le nouveau président est issu d'un groupe minoritaire, les Républicains indépendants. Jacques Chirac est jugé moins susceptible que les barons du gaullisme de faire de l'ombre au président et de permettre à ce dernier d'envisager l'allégeance progressive de l'UDR. Néanmoins, la rupture est consommée le 25 août 1976, lorsque Jacques Chirac remet sa démission, déclarant ne pas avoir les moyens nécessaires pour assumer ses fonctions. Durant les deux années précédentes, le rôle du Premier ministre a été minimisé par le chef de l'État, qui a eu tendance à le court-circuiter en s'adressant directement aux ministres, y compris dans les domaines de la politique économique et sociale.
En 1976, Valéry Giscard d'Estaing formule son projet politique dans un livre intitulé Démocratie française, une première pour un président de la République en exercice. On y retrouve son désir de dépassionner la politique et de gommer les conflits internes de la société française (autrement dit la lutte des classes) en s'appuyant sur les classes moyennes, une philosophie assez éloignée de la conception combative des gaullistes qui dénoncent une dérive « libérale, centriste et européenne ». Les divergences de fond avec l'UDR sont autant de bâtons dans les roues de la politique gouvernementale, d'autant plus que Jacques Chirac a pris la tête de l'UDR dès décembre 1974 (là aussi une première pour un Premier ministre en exercice). Raymond Barre, nommé à la tête du gouvernement en 1976, n'a pas d'attaches politiques marquées et exprime une stricte loyauté envers le Président, ce qui l'aide à devenir l'un des Premiers ministres les plus endurants puisqu'il ne quitte sa fonction qu'au terme du septennat de Valéry Giscard d'Estaing en 1981.
Redevenu député de Corrèze, Jacques Chirac, guidé par Pierre Juillet et Marie-France Garaud (anciens conseillers du président Pompidou), entend redonner un souffle nouveau au mouvement gaulliste. Le 3 octobre 1976, il lance un appel à Égletons pour un rassemblement de la majorité et des Français autour de sa personne. Sa concrétisation sera la réunion, le 5 décembre à Paris, de 60 000 militants, qui assisteront à la création du Rassemblement pour la République (RPR), successeur de l'UDR. En réaction, Valéry Giscard d'Estaing décide de se doter de sa propre formation politique de masse. Jusqu'à présent sa base politique reposait sur le groupe parlementaire des Républicains indépendants, simple force d'appoint pour la droite, et sur un réseau de clubs politiques qui avaient appuyé sa candidature en 1974. En avril 1977, le Parti républicain (PR) est créé pour soutenir l'action du Président, avec à sa tête Jean-Pierre Soisson. Des relations sont établies avec le Centre des démocrates sociaux (CDS), parti centriste de Jean Lecanuet, et avec le Parti radical (dit valoisien) de Jean-Jacques Servan-Schreiber. Elles aboutissent à la création le 1er février 1978 de l'Union pour la démocratie française (UDF), coalition qui reprend le titre de l'ouvrage de Valéry Giscard d'Estaing et devient un véritable parti politique à structure fédérale après les élections législatives de cette année-là.

##### De la bataille de Paris à l'appel de Cochin

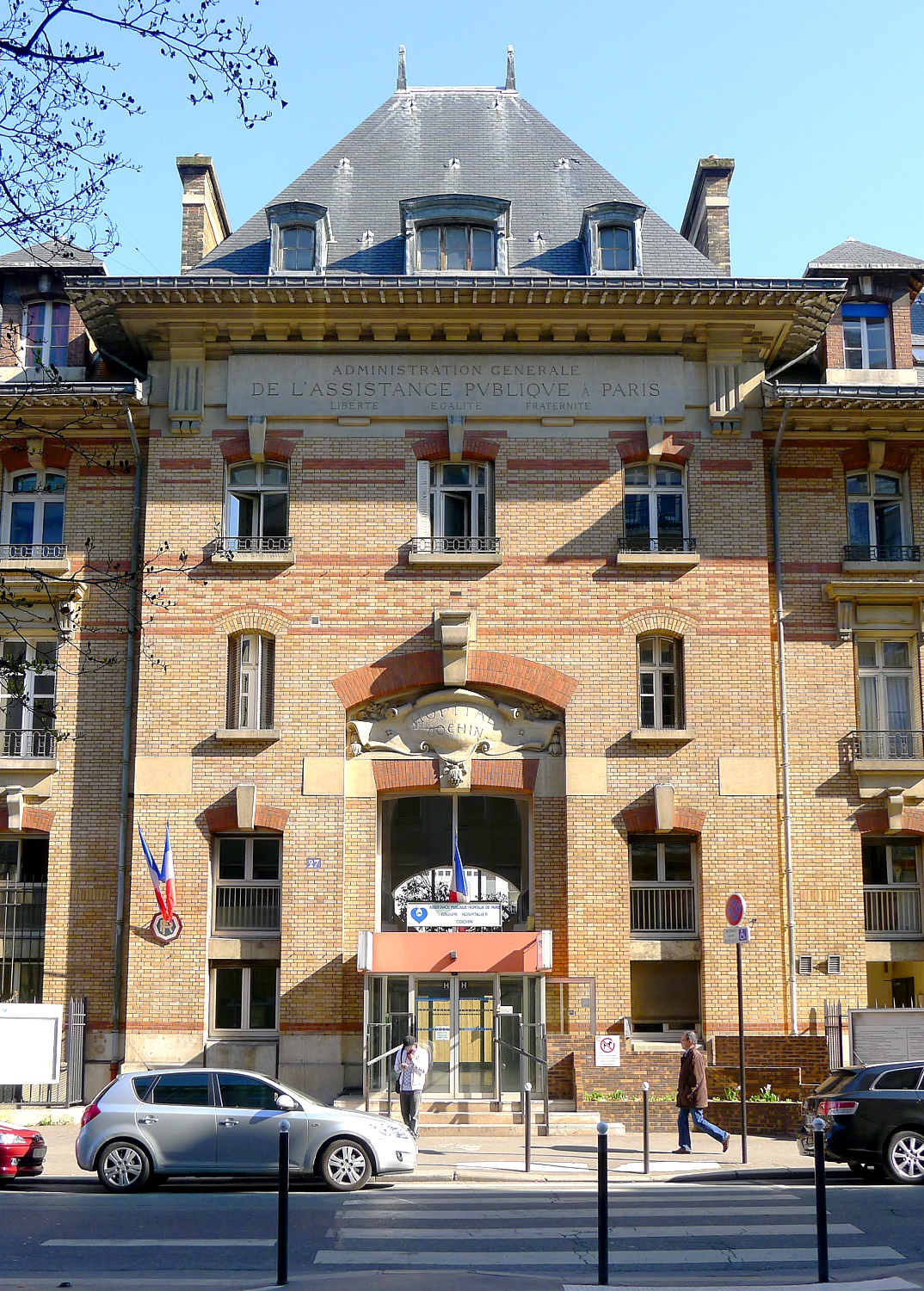
L'hôpital Cochin, depuis lequel Jacques Chirac a lancé son appel lors des élections européennes de 1979.

L'opposition entre le président Valéry Giscard d'Estaing et son ancien Premier ministre Jacques Chirac déchire la droite lors des élections municipales de 1977, particulièrement au cours de ce que l'on a appelé la « bataille de Paris ». Cette année-là, pour la première fois depuis 1871, les Parisiens élisent leur maire. Cette fonction avait été supprimée pour ne pas donner à son détenteur un poids disproportionné dans la politique nationale, étant donné l'importance de la capitale dans un pays centralisé comme la France. Michel d'Ornano, ministre de l'Industrie, se porte candidat, adoubé par le Président. Jacques Chirac, bien qu'élu en Corrèze, se présente également au nom du RPR. Le combat électoral parisien entre les deux composantes de la droite est féroce et éclipse les autres élections municipales qui voient une progression de la gauche. Jacques Chirac l'emporte nettement au second tour. La virulence de la campagne au sein de la droite laisse envisager une rupture irrévocable : néanmoins, les élus des listes d'Ornano votent pour Jacques Chirac au conseil municipal. En devenant maire de Paris, ce dernier s'empare d'un bastion renforçant sa stature nationale et servant ses plus hautes ambitions politiques.
Les dissensions de la droite sont mises de côté pour les élections législatives de 1978. Une série de réunions, à l'été 1977, entre les dirigeants du RPR, du CDS et du PR, aboutit à un accord sur les procédures de désignation de candidatures uniques ou au minimum de désistement au second tour. La création de l'UDF en février 1978, le mois précédant le scrutin, tend cependant encore un peu plus les relations entre le président et Jacques Chirac, car, en regroupant les autres composantes de la majorité, elle tend à diminuer le résultat du RPR[réf. nécessaire]. L'union de la majorité apparait d'autant plus clairement comme une alliance de circonstance. Ces élections confirment l'existence au sein de la droite de deux forces à peu près équivalentes, avec un léger avantage pour le RPR, au moins en nombre de députés, mais la perte de son hégémonie à droite ressemble plutôt à un revers. Elles réussissent à suffisamment s'entendre pour ne pas perdre ces élections, remportant 277 sièges sur 491 à l'Assemblée nationale. Ce succès est tempéré par le constat, via une série de sondages, que les divergences au sein de la majorité sont globalement perçues par l'opinion publique comme des querelles d'ambitions personnelles, ne reposant pas sur des différences de fond, et laissent une très mauvaise impression, à plus forte raison en temps de crise. Le plus souvent, le vote de droite n'est pas un vote d'adhésion au programme, mais un vote de rejet de la gauche.
Les élections européennes de 1979 sont de nouveau l'occasion de révéler la ligne de fracture à l'intérieur de la majorité. Le 6 décembre 1978, depuis l'hôpital Cochin où il a été admis à la suite d'un accident de voiture, Jacques Chirac lance un appel aux accents nationalistes, implicitement très critique envers le Président, baptisé « appel de Cochin ». Dans ce texte, rédigé par son conseiller Pierre Juillet, le président du RPR met en garde contre « l'asservissement » et « l'effacement » de la France, et contre « le parti de l'étranger ». En juin 1979, la liste UDF menée par Simone Veil (27,61 %) devance largement la liste RPR conduite par Jacques Chirac (16,31 %). Prenant acte de l'inefficacité voire de l'effet contre-productif de l'appel de Cochin, le maire de Paris se sépare alors de ses conseillers et mentors Pierre Juillet et Marie-France Garaud. Il s'entoure d'une nouvelle équipe, comprenant notamment Alain Juppé et Jean Tiberi. Jusqu'à l'élection présidentielle, le RPR maintient une ligne hostile vis-à-vis du président sans pour autant se désolidariser complètement de l'action de son gouvernement. Quant à l'UDF, l'organisation de sa structure est un succès, mais manque de contenu politique clair. L'adoption du budget de l'État pour 1980 est un autre point de tensions très important au sein de la majorité présidentielle.

#### Opposition de gauche unie puis désunie

##### Du succès de la stratégie mitterrandienne à la rupture de l'Union de la gauche

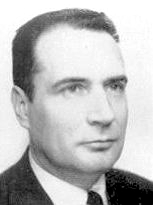
François Mitterrand, ancien ministre de la IVe République, contesté dans son propre camp.

Au Parti socialiste, la position de François Mitterrand, premier secrétaire depuis 1971, a été relativement affaiblie par la double défaite de la gauche, à l'élection présidentielle en 1974, et aux élections législatives de 1978, perdues les deux fois d'extrême justesse. Il est surtout contesté en interne, en particulier par Michel Rocard, qui obtient des sondages beaucoup plus favorable dès le printemps 1980, en vue de l'élection présidentielle.
François Mitterrand conserve cependant la maîtrise du parti, bien qu'il puisse sembler, à bien des égards, être un « homme du passé », comme le lui avait cruellement reproché Valéry Giscard d'Estaing lors du débat télévisé de la présidentielle en 1974. Candidat battu en 1965 et en 1974, plusieurs fois ministre important sous la IVe République, qualifié de manipulateur « florentin » par ses adversaires, sa carrière politique a failli être définitivement compromise lors de l'affaire de l'Observatoire en 1959, et par sa déclaration de candidature prématurée lors des événements de mai 1968. À force d'opiniâtreté et grâce à son habileté de stratège, il a néanmoins réussi à s'imposer comme chef de file de la gauche. D'abord en s'affirmant comme principal opposant au général De Gaulle en 1965. Ensuite, en prenant le contrôle du Parti socialiste, au cours du congrès d'Épinay en 1971, en s'appuyant à la fois sur l'aile droite (motion Mauroy/Gaston Defferre) et l'aile gauche (motion Chevènement) du parti. L'année suivante, l'Union de la gauche, stratégie poursuivie par Mitterrand depuis le début des années 1960, se concrétise avec l'adoption d'un programme commun de gouvernement par le Parti socialiste, le Parti communiste français, et le Mouvement des radicaux de gauche, portant notamment sur les nationalisations, la réduction du temps de travail et le désarmement nucléaire.
Après la défaite de justesse de François Mitterrand à l'Élection présidentielle française de 1974, la dynamique électorale du PS lui permet de devancer, de très peu aussi, les communistes lors des législatives de 1978, alors que le PCF était encore devant le PS en nombre d'électeurs lors des législatives de 1973. La percée du Parti socialiste est spectaculaire lors des élections municipales de 1977. Tandis que le PS progresse, le PCF stagne et dès 1977, lors de la rupture de l'Union, il craint de devenir une force d'appoint.
La qualité des relations entre les deux principaux partis de l'Union de la gauche est alors fortement tributaire du contexte international. La tentative avortée de prendre le pouvoir par la force des communistes au Portugal en 1975, après la révolution des Œillets, alors que ce sont les socialistes qui sont au pouvoir, ne contribue pas, solidarité entre « partis frères » oblige, à créer un climat serein. Cependant, vis-à-vis du « grand frère » soviétique, le secrétaire général du PCF Georges Marchais prend ses distances, dans le sillage du courant eurocommuniste, principe d'autonomie par rapport à Moscou, développé en premier lieu par les communistes italiens et espagnols. Ainsi, des dirigeants communistes français dénoncent les atteintes aux droits de l'homme en URSS ou se désolidarisent de la politique internationale menée par le Kremlin. Georges Marchais ne peut cependant ignorer le recadrage des dirigeants de l'Union soviétique, qui jouit encore d'une grande popularité parmi les militants et les cadres du PCF, et rentre dans le rang en 1977. Sans oublier que le Parti communiste français bénéficie d'un soutien financier de la part du PCUS, estimé à deux millions de dollars par an du temps de Brejnev.
La rupture entre les deux partis est consommée lors de la renégociation du programme commun en 1977. Celle-ci a été réclamée, en avril, par Georges Marchais, qui souhaite diminuer les attributions du président de la République et aller plus loin dans les nationalisations, tout en renforçant le rôle des syndicats dans les entreprises publiques. Cela reviendrait, en cas d'arrivée au pouvoir de la gauche, à un amoindrissement du pouvoir politique des socialistes (seuls à pouvoir prétendre parvenir à la tête de l'État), et à la création d'un moyen de contrôle économique pour les communistes (via la CGT procommuniste). Les socialistes, a contrario, estiment nécessaire de limiter les ambitions en temps de crise, et souhaitent élargir leur électorat vers le centre. Dans le courant de l'été, des représentants du PS, du PCF et du MRG tentent, au cours de négociations très pointilleuses, de parvenir à un compromis. Ils finissent par trouver un accord, mais, le 3 août, revenant de ses vacances en Corse, Georges Marchais le rejette brusquement, ce qui lui vaudra, au cours d'une explication à la télévision sur les raisons de son revirement sous un prétexte accessoire, de lancer sa fameuse expression théâtrale : « J'ai dit à ma femme : Fais les valises, on rentre à Paris ! » L'Union de la gauche s'achève en septembre, ce que confirment les reproches aigres que s'échangent les alliés de la veille, les communistes accusant les socialistes d'opérer un virage à droite, et les socialistes reprochant aux communistes d'être responsables d'une éventuelle défaite de la gauche.

##### De la déception de 1978 aux grandes manœuvres du PS

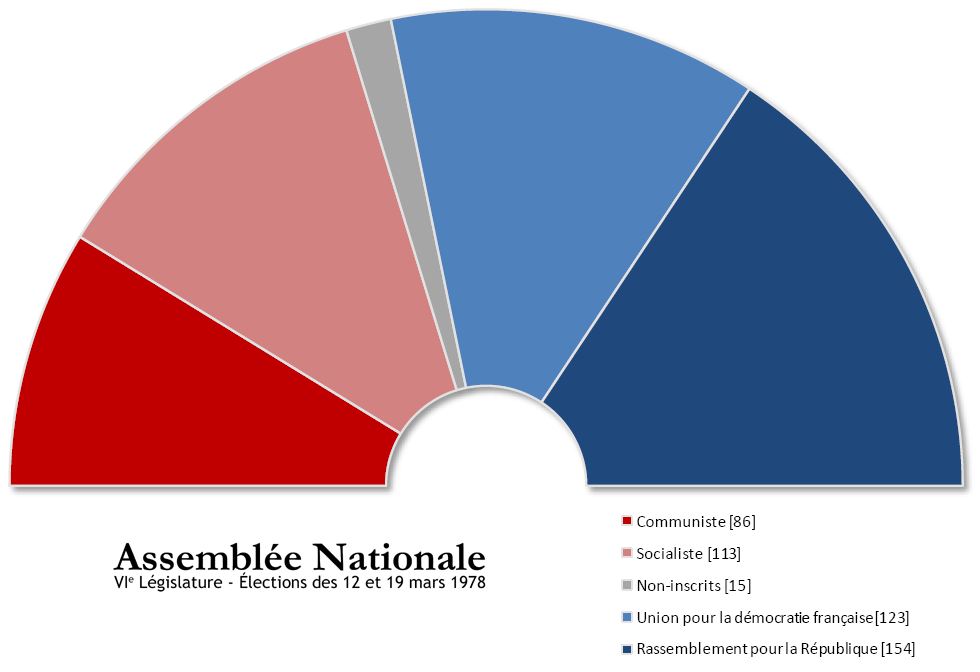
Composition de l'Assemblée nationale après les élections législatives de 1978.

Lors des élections législatives de 1978, pour la première fois depuis la Seconde Guerre mondiale dans une élection de ce type, les socialistes (22,79 %) font mieux que les communistes (20,61 %) au premier tour. Le PS progresse de 3,69 points par rapport aux précédentes législatives et se classe premier parti de France. Jusqu'alors, la somme des voix de la gauche parlementaire n'a jamais été aussi élevée depuis la fondation de la Ve République. Cependant, malgré les prédictions des sondages, ce n'est pas suffisant pour faire gagner la gauche, qui ne recueille que 48,57 % des voix au second tour, alors que 50,2 % des voix exprimées au premier tour s'étaient portées sur un parti de ce bord. Georges Marchais a rechigné sur le principe de désistement au second tour au profit du candidat de gauche le mieux placé, moquant la « discipline républicaine » prônée par François Mitterrand. De plus, malgré la rupture de l'Union de la gauche, cette alliance était toujours revendiquée par le PS, et les analyses électorales reflètent clairement que nombre d'électeurs modérés ont renoncé à voter pour les candidats socialistes, de crainte de voir les communistes parvenir au pouvoir. Le report des voix de gauche en faveur des candidats communistes restés en lice au second tour est loin d'avoir été systématique. Quoi qu'il en soit, la gauche parlementaire gagne 25 sièges supplémentaires, et plus que jamais, l'électorat est divisé entre quatre forces, (RPR, UDF, PS, PCF) qui se tiennent dans un mouchoir de poche, entre 20 et 24 %, de ce fait la prochaine élection présidentielle paraît particulièrement ouverte.
Bien que certains intellectuels libéraux comme Raymond Aron ou Jean-François Revel craignent toujours que l'arrivée de la gauche au pouvoir permette aux communistes de transformer la France en une démocratie populaire telle qu'il en existe dans les pays de l'Est, le PCF subit une crise profonde qui ne cesse de s'amplifier. En cela, il ne se démarque pas du déclin généralisé du communisme en Europe occidentale. L'image de l'Union soviétique, à laquelle il est associé, s'est considérablement dégradée au cours des années 1970, avec la diffusion des témoignages sur le système concentrationnaire des goulags, le plus retentissant étant L'Archipel du Goulag du dissident Alexandre Soljenitsyne paru en 1974. Les stratégies politiques et les discours idéologiques du PCF manquent de cohérence. Les militants les plus jeunes sont moins enclins à respecter la discipline du parti ; les contestations internes se multiplient, remettant en cause les choix de la direction, sans que celle-ci puisse l'exclure brutalement comme auparavant. Face à cette crise, la direction du PCF fait le choix d'une radicalisation et d'un retour à l'orthodoxie communiste, plus hostile aux socialistes, plus conflictuelle dans sa défense doctrinale des intérêts des ouvriers. En février 1979, Georges Marchais déclare que le bilan des pays du Bloc de l'Est est « globalement positif », et en janvier 1980, il soutient officiellement l'invasion soviétique de l'Afghanistan, autant d'interventions qui susciteront de vives polémiques et se révéleront désastreuses pour l'image du parti. Le Parti socialiste avait veillé dans son programme, pour désarmer les critiques, à se démarquer du communisme, du stalinisme, de l'URSS en prônant le retrait des troupes soviétiques en Afghanistan (première des 110 propositions) et le soutien à Solidarność (troisième proposition).
Lors du congrès de Metz en avril 1979, rendez-vous important des socialistes après l'échec des législatives, François Mitterrand est contesté par Michel Rocard. À partir de l'automne 1978, ces deux candidatures potentielles émergent au PS. Transfuge du PSU qui a rejoint le PS en 1974, fils spirituel de Pierre Mendès France, il représente la Deuxième gauche, défavorable à une présence trop forte de l'État et de la bureaucratie dans l'économie, favorable à la décentralisation et à l'autogestion. Michel Rocard, qui a fait une déclaration remarquée dans ce sens le soir du second tour des législatives, prétend incarner la modernité, opposée à l'archaïsme, qui doit mettre fin à une longue succession de défaites de la gauche depuis l'instauration de la Ve République. Il est conforté dans cette idée par les sondages reflétant le désir de renouveau des sympathisants socialistes. Cela ne l'empêche pas d'être allié à Pierre Mauroy, représentant la tradition sociale-démocrate du Nord et la vieille SFIO. Mitterrand parvient à résister à cette contestation interne en s'alliant au CERES de Jean-Pierre Chevènement. Le CERES était pourtant opposé à Mitterrand lors des trois précédents congrès, à Grenoble, Pau et Nantes, recueillant près de 25 % des mandats face à la motion majoritaire (à laquelle appartenaient jusqu'alors Rocard et Mauroy). Représentant la gauche du parti, ce courant est le plus favorable à l'alliance avec les communistes et entretient une rhétorique révolutionnaire. Grâce à ce renversement d'alliance, François Mitterrand obtient une nouvelle majorité et garde les rênes du Parti socialiste. Ce congrès a vu émerger une nouvelle génération de cadres, qui se sont opposés à Rocard et sont appelés à poursuivre leur ascension politique, parmi lesquels Paul Quilès, Lionel Jospin et Laurent Fabius.

#### «Affaires» et polémiques
La fin du septennat de Valéry Giscard d'Estaing est marquée par plusieurs affaires qui contribuent à entretenir un climat délétère. Au cours de son mandat, trois hommes politiques importants trouvent la mort brutalement. Le 24 décembre 1976, Jean de Broglie, ancien négociateur des accords d'Évian et ancien secrétaire d'État, est abattu dans une rue de Paris. Le 30 octobre 1979, Robert Boulin, vétéran des gouvernements depuis De Gaulle, ministre du Travail en exercice de plus en plus cité comme un Premier ministre potentiel, est retrouvé inanimé dans un étang. Officiellement, il s'est suicidé, ne supportant pas de voir son intégrité remise en question par une transaction immobilière irrégulière, mais les circonstances exactes entourant ce drame sont très troubles. Le 1er février 1980, l'ancien ministre Joseph Fontanet est assassiné, un crime resté non élucidé à ce jour. Ces événements feront dire au sénateur de droite Pierre Marcilhacy, dans Le Matin de Paris du 29 octobre 1980 : « On meurt beaucoup et beaucoup trop mystérieusement sous la Ve République, et je n'aime pas ça ».

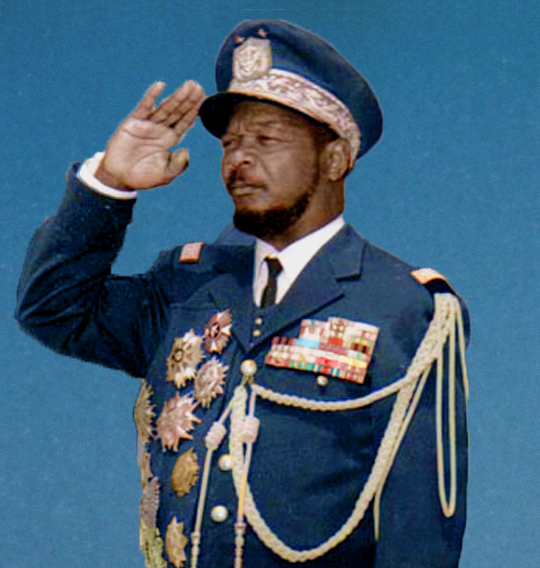
Jean-Bedel Bokassa, président de la République centrafricaine, à l'origine de l'affaire des diamants.

Le 3 octobre 1980, l'attentat de la rue Copernic, devant une synagogue de Paris, coûte la vie à quatre personnes. Tout d'abord revendiqué par un groupuscule d'extrême droite, il suscite le défilé, quatre jours plus tard, de 200 000 manifestants à Paris, protestant contre la résurgence de l'antisémitisme. L'enquête déterminera plus tard que l'attentat était en fait d'origine moyen-orientale. La première impression d'un climat d'intolérance antisémite demeure néanmoins, d'autant plus que le Premier ministre a employé une phrase très maladroite lorsqu'il s'est exprimé au sujet de l'attentat, déplorant la mort de « Français innocents », semblant implicitement signifier que les juifs tués ne l'étaient pas.
L'affaire impliquant le plus directement le président est l'affaire des diamants. Elle découle de l'intervention à Bangui des parachutistes de l'armée française le 21 septembre 1979, qui s'est conclue par la déposition du président de la République centrafricaine, Jean-Bedel Bokassa, nécessitée par les frasques dispendieuses et sanglantes du dictateur et son rapprochement avec la Libye de Khadafi. Le 10 octobre 1979, Le Canard enchaîné publie un document prouvant que Bokassa a offert une plaquette de diamants à Valéry Giscard d'Estaing, alors ministre des Finances. L'authenticité du document demeure douteuse, et l'évident désir de vengeance de Bokassa n'y est pas pour rien, il n'en demeure pas moins que ce scandale révèle une complicité passée bien réelle entre les deux hommes, et les liens troubles entre la présidence et les pays africains dans la zone d'influence française. Le président décide de répondre par le mépris et le silence, mais cette affaire le suivra durant la campagne présidentielle de 1981, et l'affiche collée par le Parti socialiste, sur laquelle figure le président avec des diamants incrustés dans les yeux, aura un effet redoutable.

## Précampagne

### Candidature de Coluche
L'humoriste Michel Colucci, alias Coluche, déclare, le 30 octobre 1980, qu'il va se présenter à l'élection présidentielle. Il n'est pas le premier humoriste à faire cette démarche. En 1965, Pierre Dac avait annoncé sa candidature, ce qui lui avait donné l'occasion de pasticher les discours des hommes politiques de son temps, avant de se retirer, à la demande d'un conseiller du général de Gaulle. Accompagné par sa bande du Café de la Gare, l'équipe de Hara-Kiri Hebdo et Maurice Najman, ami de jeunesse de sa femme Véronique en Mai 68 et journaliste à Libération, Coluche anime, d'octobre à la mi-mars, une précampagne très particulière en raison de la rivalité Rocard-Mitterrand au PS. Il détonne avec des slogans tels que : « Avant moi, la France était coupée en deux. Maintenant elle sera pliée en quatre », ou encore « Tous ensemble pour leur foutre au cul avec Coluche. Le seul candidat qui n'a aucune raison de vous mentir ! ».
Coluche est soutenu dès le 13 novembre par Gérard Nicoud, de la CIDUNATI (syndicat de commerçants et d'artisans) et des intellectuels tels que Gilles Deleuze, Pierre Bourdieu, Félix Guattari, Maurice Nadeau, et Jean-Pierre Faye. Il est crédité de 10 à 12,5 % d'intentions de vote fin novembre. Les intentions de vote culminent jusqu'à un potentiel de 16 % d'après un sondage paru dans le Journal du dimanche début décembre puis retombent à 6 % en janvier-février[réf. nécessaire].
À gauche, les deux candidats les plus importants, hormis Georges Marchais, entrent en lice entre le 19 octobre et le 8 novembre. Rocard retire sa candidature dès que Mitterrand annonce la sienne et met plusieurs semaines à se rallier entièrement, tant leur rivalité est forte depuis les élections législatives de 1978, perdues de justesse par la gauche malgré des sondages favorables. La candidature de l'humoriste est annoncée en plein dans cette période agitée et François Mitterrand craint qu'elle ne lui casse sa « dynamique du premier tour », déjà affaiblie par la rivalité de Rocard, sans report de voix au second tour.
Plusieurs cas de censures à la radio et à la télévision sont recensés. Ainsi, en décembre, un sketch de Coluche dans l'émission de Stéphane Collaro, le Collaro-Show, sur la chaîne de télévision publique Antenne 2, est déprogrammé, la direction menaçant d'annuler toute l'émission en cas de refus. Plus tard, le présentateur du journal télévisé de la chaîne, Patrick Poivre d'Arvor, affirmera avoir reçu pour consigne de ne pas parler de Coluche, même si l'humoriste avait été longuement interrogé au journal télévisé le jour de l'annonce de sa candidature. Alors qu'il a chuté dans les sondages, il annonce en mars une grève de la faim pour protester contre cette censure selon lui officieuse.
L'Élysée envoie une circulaire aux maires pour les dissuader de lui donner leurs signatures. Une cellule spéciale lui est consacrée au ministère de l'Intérieur. Un groupe autonome de la police (le mystérieux Honneur de la Police, qui a déjà revendiqué en 1979 l'assassinat du militant d'extrême gauche Pierre Goldman, accusé de l'assassinat de deux pharmaciennes), lui adresse des menaces de mort. Le meurtre de son régisseur, René Gorlin, l'inquiète sérieusement (on ne saura que plus de trois ans plus tard que cet assassinat était le fait de la compagne de Gorlin).
Coluche ne parvient pas non plus à réunir les signatures de maires de gauche. Son ami Jacques Attali essaie de le persuader de se retirer au profit de Mitterrand. Coluche ne cesse de baisser dans les sondages, jusqu'à ce qu'il annonce son retrait le 7 avril 1981, en se déclarant pour Mitterrand, la fin d'une plaisanterie qu'il avait fini par prendre très au sérieux.

### Opposition Mitterrand / Rocard

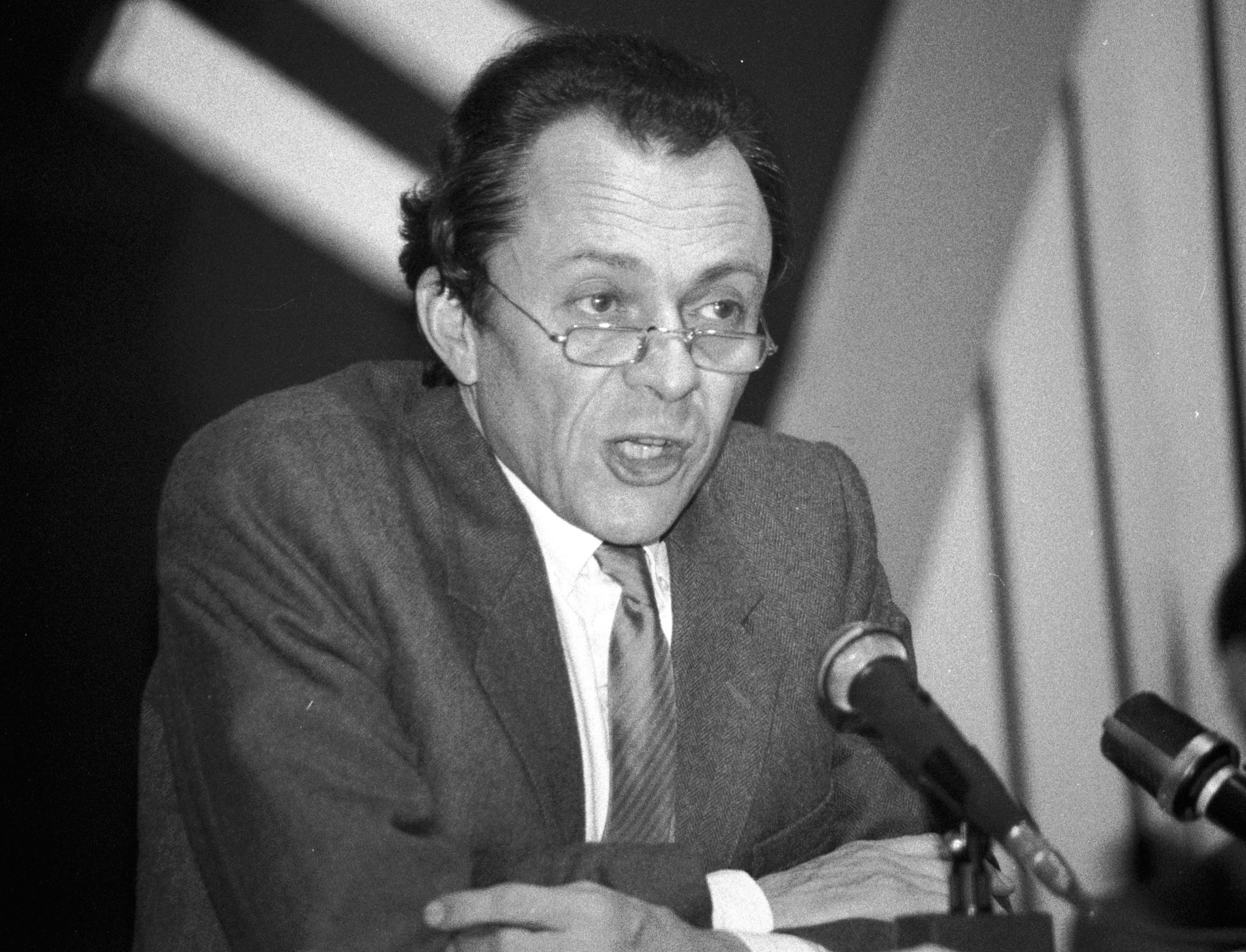
Michel Rocard, concurrent de Mitterrand au sein du PS.

Depuis le congrès du Parti socialiste à Metz d'avril 1979, Michel Rocard a manifesté son désir d'être candidat à la prochaine élection présidentielle, tout en concédant qu'il se retirerait si François Mitterrand était lui-même candidat. Au début de l'année 1980, les sondages indiquent que les Français estiment que Michel Rocard serait un meilleur candidat que François Mitterrand.
En avril 1980, un sondage publié dans l'hebdomadaire Le Point donne le président sortant vainqueur au second tour avec 57% des voix face au premier, mais il ferait encore mieux face au second avec 61%. En août 1980, une étude de l'IFOP indique que Michel Rocard recueille 54 % d'avis favorables parmi les sympathisants socialistes, tandis que François Mitterrand n'atteint que 37%. À ce moment-là, Mitterrand, qui reste sur deux échecs en 1974 et 1978, reste très évasif sur son éventuelle participation à la prochaine élection, tandis que Rocard, qui veut persuader qu'il est le seul à pouvoir mener les socialistes à la victoire, se montre bien plus déterminé.
L'objectif implicite de Michel Rocard est de se faire passer pour le champion de la modernité, et de faire passer François Mitterrand pour l'emblème d'un certain « archaïsme politique », d'autant plus qu'ils ont quatorze ans d'écart. Il explique que François Mitterrand représente le courant socialiste qui compte sur l'État pour transformer la société, alors que lui se réclame du courant socialiste davantage méfiant vis-à-vis de la bureaucratie, partisan de la décentralisation et d'une limitation du rôle de l'État. Il ne cesse de parler de la nécessité de « parler plus vrai ». Un antagonisme violent a commencé à se développer entre les deux concurrents, en se nourrissant des rancunes personnelles et des incompatibilités de caractère.
Le 19 octobre 1980, Michel Rocard prononce une allocution à la mairie de Conflans-Sainte-Honorine. Maladroite et compliquée, prétendant se situer au-delà de la mêlée tout en cherchant la légitimation du Parti socialiste, sans pour autant s’opposer frontalement au premier secrétaire, sa déclaration rencontre peu d’échos favorables. Pris par le trac, il fixe son attention sur l'une des trois caméras présentes (TF1, Antenne 2 et FR3). La caméra de FR3 saisit l'instant, mais seuls 10 % des téléspectateurs verront Michel Rocard bafouiller. De plus, il annonce qu'il se retirerait si François Mitterrand déclarait sa candidature. Le 8 novembre, François Mitterrand annonce qu'il « soumet sa candidature aux votes des membres du parti ». Après une longue hésitation, il coupe ainsi l'herbe sous le pied de Michel Rocard, qui fait le choix de retirer sa candidature,,.

### Communistes contre socialistes
Rupture de l'Union de la gauche oblige, les communistes présentent leur propre candidat à l'élection présidentielle, ce qu'ils n'avaient plus fait depuis la campagne de Jacques Duclos, qui était arrivé en tête de la gauche en 1969, avec 21,27 % des voix. Désigné pour la forme par une conférence nationale du PCF le 12 octobre 1980, Georges Marchais est le premier candidat important à se présenter officiellement à la présidentielle.
« Si Mitterrand est élu à la tête de l'État, il ferait la même politique de droite que Valéry Giscard d'Estaing », déclare Georges Marchais le 13 septembre 1980, à la Fête de l'Humanité, un mois avant d'être désigné candidat. Le candidat communiste pousse la virulence vis-à-vis de François Mitterrand jusqu'à affirmer qu'il ne se désisterait pas automatiquement en sa faveur au second tour, continuant à considérer la « discipline républicaine » comme une formule « périmée », formule déjà utilisée en 1978.
Georges Marchais continue par la suite à dénoncer des « convergences », selon lui, entre le PS et l'Élysée. En janvier 1981, il va encore plus loin en prétendant révéler qu'une « vaste opération politique » est en cours ; selon lui, Michel Debré et Jacques Chirac prendraient contact avec François Mitterrand pour constituer « une sorte de trait d'union entre le Parti socialiste et la majorité actuelle », ce qu'il appelle « le consensus à trois ». Il accuse ainsi les socialistes d'être opposés à une politique de relance par la consommation, d'être complices d'un plan européen de démantèlement de l'industrie, et de vouloir exercer une répression contre les travailleurs. Le même mois, le 20 janvier, lors d'une conférence de presse, il fustige le « président de l'injustice » par ces mots : « Assez de la République des châteaux et des cadeaux, de l’État des cousins et des copains, du clan des chers parents et des princes ! », et il dénonce « ce monde de l’argent auquel nulle particule d’emprunt ne donnera jamais la noblesse de l’esprit ou de cœur ».
Le durcissement communiste de janvier est interprété par les commentateurs comme une réponse à l'annulation par le tribunal administratif de la révision des listes électorales dans vingt communes communistes où avait été entreprise une campagne de démarchage pour inciter les habitants à s'inscrire. Il fait suite, aussi, à une contre-offensive des socialistes. Dans les jours précédents, François Mitterrand avait dit de Georges Marchais et de Valéry Giscard d'Estaing qu'ils étaient « copains comme cochons », et Claude Estier avait décrit le PCF comme étant le « seul allié » du Président.
Fin janvier, Georges Marchais réclame une présence communiste au gouvernement en cas de victoire, ce qui préfigure une consigne de vote en faveur du candidat de gauche le mieux placé, selon les observateurs. Pour ne pas être accusé, par ses attaques contre le candidat socialiste, d'avoir fait le jeu du président sortant, le slogan « candidat anti-Giscard », figure ensuite sur les affiches de campagne du PCF. La suite de la campagne, moins virulente à gauche, coïncide avec des sondages où Mitterrand fait jeu égal avec Giscard au second tour. Le 16 mars, ce dernier précise qu'il n'y aura « aucune conversation […] entre les deux tours » avec le PCF et le 25 mars Marchais précise que le désistement relève d'une décision de son comité central.

### Candidatures gaullistes

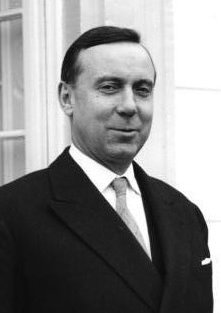
Michel Debré en 1960.

L'ancien Premier ministre Michel Debré lance sa candidature le 30 juin 1980, mais celle-ci ne suscite pas beaucoup d'enthousiasme. Il prétend se situer dans la logique gaulliste du candidat qui s'adresse directement aux Français sans passer par l'investiture d'un parti. En janvier 1981, il essaie encore de s'imposer comme l'unique candidat gaulliste, appuyé par 21 députés et quatre sénateurs du RPR. Soutenu par les « barons » Jacques Chaban-Delmas, Maurice Druon, Jean Foyer, Olivier Guichard et Yves Guéna, il affirme que la France a besoin d'un « gouvernement de salut public dépassant les combinaisons partisanes », suggérant qu'il pourrait s'étendre de certains giscardiens à certains socialistes comme Michel Rocard et Jean-Pierre Chevènement. Quoi qu'il en soit, sa candidature, qui gêne celle de Jacques Chirac, n'est pas pour déplaire à Valéry Giscard d'Estaing.
Marie-France Garaud, ancienne conseillère de Georges Pompidou puis de Jacques Chirac, présente également sa candidature en indépendante, le 3 février 1981. Faisant preuve d'une assurance et d'une éloquence remarquée, elle dénonce le « danger soviétique », et affirme à propos de Valéry Giscard d'Estaing qu'il a « trompé ses électeurs » et qu'il « se croit plus intelligent que la France ».
Mais c'est la candidature du président du RPR Jacques Chirac qui est la plus attendue. Depuis sa démission du gouvernement en 1976, il n'a cessé de manifester son hostilité à Valéry Giscard d'Estaing, d'une façon particulièrement flagrante lors de sa conquête de la mairie de Paris en 1977, et avec l'«appel de Cochin» lors de l'élection européenne de 1979. Son entrée dans la compétition présidentielle semble donc tout à fait logique, mais il ne parvient pas à faire renoncer Michel Debré.
Daniel Vaillant raconte que François Mitterrand l'a chargé en mars 1981 de collecter des signatures de maires pour Marie-France Garaud, afin d’empêcher Jacques Chirac de devancer Valéry Giscard d’Estaing, considéré comme un adversaire moins redoutable.

### Autres candidats
La loi électorale du 18 juin 1976 a modifié les conditions d'enregistrement des candidatures à l'élection présidentielle. Il faut désormais 500 parrainages d'élus (parlementaires, maires, conseillers généraux) pour pouvoir se présenter. Ainsi, dix candidats sont finalement en lice, alors que 74 personnes ont manifesté leur volonté d'être candidat. Jean-Marie Le Pen, qui avait concouru pour le Front national en 1974, est de ceux qui ne peuvent entrer dans la compétition électorale faute d'un nombre suffisant de signatures d'élus. Pascal Gauchon, qui lui fait alors concurrence au sein de l'extrême-droite en tant que candidat du Parti des forces nouvelles, doit également renoncer. La Ligue communiste révolutionnaire, qui a été représentée en 1969 et 1974 par Alain Krivine, n'arrive pas non plus à franchir cette étape.

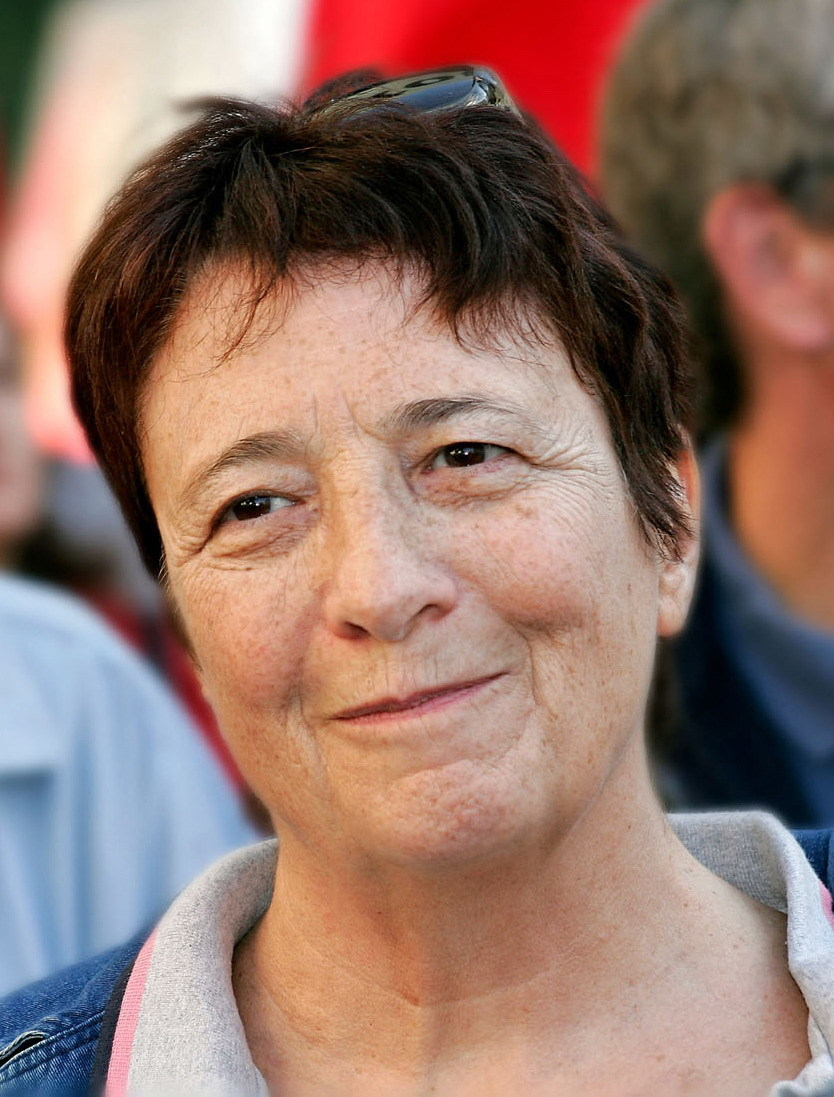
Arlette Laguiller.

D'autres « petits » candidats parviennent à se présenter, parfois aidés par les grands partis, qui leur procurent des parrainages pour des raisons tactiques, afin d'amoindrir le score de leurs adversaires. À l'extrême gauche, Arlette Laguiller, employée de banque, se présente pour la deuxième fois au nom de Lutte ouvrière, qui s'est fait remarquer dans les régions les plus durement touchées par la crise en participant à plusieurs conflits sociaux. Huguette Bouchardeau, universitaire agrégée de philosophie, représente le Parti socialiste unifié (PSU), soutenu par quelques groupes trotskistes.
Michel Crépeau, maire de La Rochelle, est le candidat du MRG (radicaux de gauche), allié du Parti socialiste. D'ailleurs, tout le long de la campagne, il ne fait pas mystère de ses intentions d'appeler à voter pour François Mitterrand au second tour. Lors du congrès extraordinaire du MRG le 28 mars 1981, Michel Crépeau prétend défendre la « gauche réaliste ». Sa candidature n'a cependant pas fait l'unanimité au sein de sa propre formation. Soutenu par les députés Jean-Michel Baylet et Maurice Faure, il a dû affronter l'opposition du sénateur René Billères et du maire de Lourdes François Abadie, lesquels contestent l'utilité d'une candidature, qui selon eux atteindra à peine 1 %, et appellent à soutenir Mitterrand dès le premier tour.

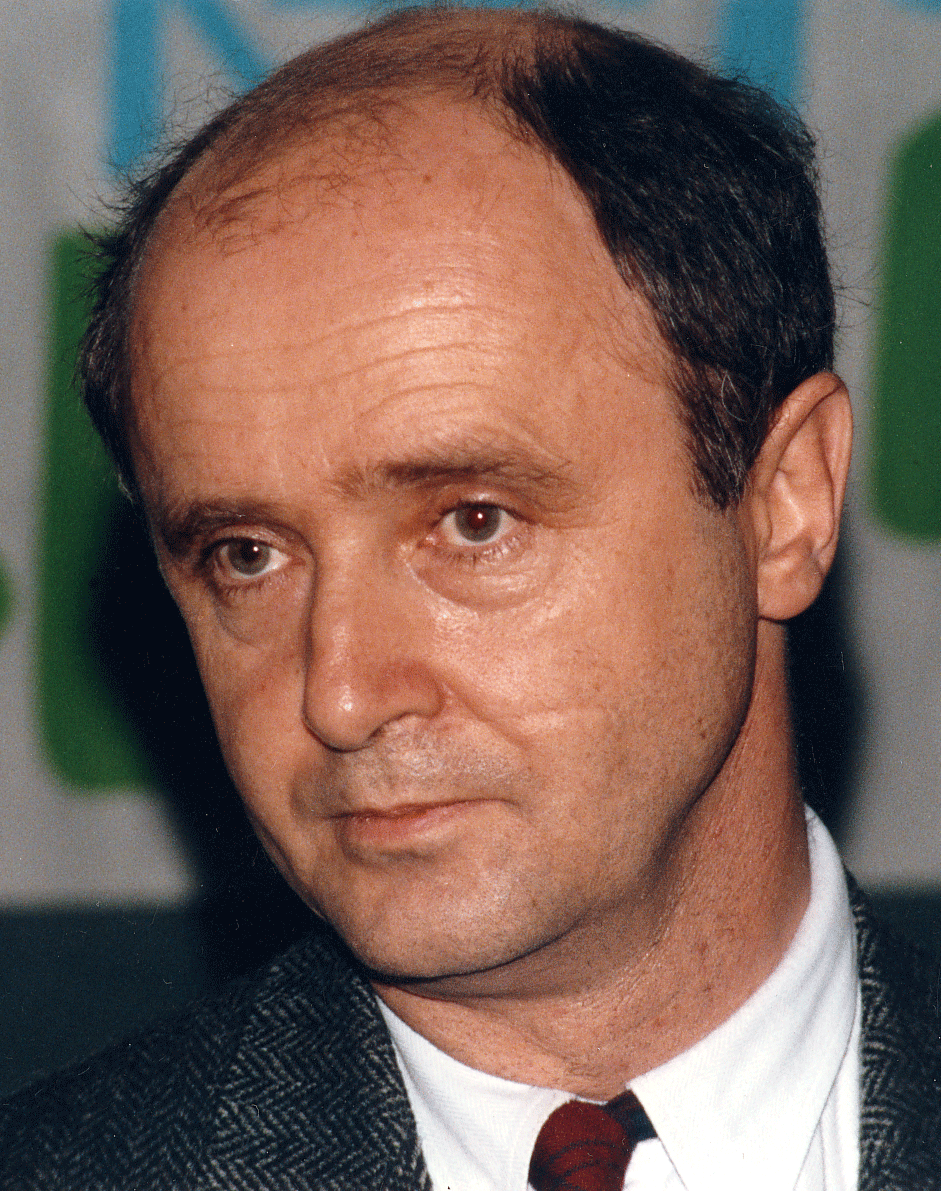
Brice Lalonde, candidat du Mouvement d'écologie politique.

Enfin, Brice Lalonde, journaliste et responsable de l'association Les Amis de la Terre, a été désigné comme candidat des écologistes le 15 juin 1980, à la suite d'une élection primaire au sein du mouvement, essentiellement constitué de réseaux associatifs. Sa candidature est contestée par d'autres composantes du mouvement écologiste, notamment SOS-Environnement, dont le principal animateur, Jean-Claude Delarue, estime que Brice Lalonde n'est pas assez représentatif. Le commandant Jacques-Yves Cousteau sera un temps envisagé comme candidat de substitution, avec le soutien de René Dumont, candidat écologiste de 1974, mais l'intéressé annonce le 19 février 1981 qu'il ne compte pas être candidat. Brice Lalonde a également des difficultés à recueillir les 500 signatures d'élus, mais en mars, l'UDF, estimant que ce candidat peut gêner François Mitterrand, lui fait parvenir les parrainages manquant. Il peut ainsi faire entrer dans la campagne des thèmes tels que l'énergie nucléaire et la pollution (l'Amoco Cadiz s'est échoué sur les côtes bretonnes trois ans plus tôt).

### Attitude du Président
Valéry Giscard d'Estaing retarde le plus possible sa déclaration de candidature, pour conserver la dignité que lui confère son statut de président, mais personne n'est dupe de sa volonté de briguer un second mandat. Son bilan fait l'objet de deux critiques répétitives de la part de ses adversaires. D'abord, sa gestion de la crise économique est jugée mauvaise. Les chiffres récents de l'Insee ne plaident pas en sa faveur. La production industrielle a chuté de 4,5 % en un an, la consommation des ménages baisse, le déficit commercial a été multiplié par quatre depuis 1979. Ensuite, sa politique étrangère apparaît confuse. La gauche socialiste aussi bien que la droite gaulliste lui reprochent sa bienveillance vis-à-vis de l'Union soviétique.
Le 10 mai 1980, soit un an avant l'élection, dans un entretien accordé à l'hebdomadaire L'Express, Valéry Giscard d'Estaing avait déjà estimé avoir fait les trois quarts de ce qu'il avait l'intention de réaliser au cours de son mandat. Le 31 décembre 1980, le président sortant adresse, comme de coutume, ses vœux à la nation. Selon lui, la France est sur la voie du progrès, notamment en matière d'indépendance énergétique, soulignant le rôle croissant du nucléaire. Le 27 janvier, sur Antenne 2, tout en devant se justifier par rapport à l'affaire des diamants de Bokassa, il défend sa politique étrangère, affirmant son objectif de maintenir la paix, excluant le « retour du colonialisme » et le « retour de la France dans l'OTAN ».

## Campagne en vue du premier tour
L'élection présidentielle voit s'affronter dix candidatures officiellement retenues par le Conseil constitutionnel le 9 avril 1981 : cinq de gauche (Mitterrand, Marchais, Crépeau, Bouchardeau, Laguiller), quatre de droite (Giscard d'Estaing, Chirac, Debré, Garaud), et une écologiste (Lalonde). Mais quatre d'entre eux seulement sont réellement en mesure de réaliser des scores importants : le communiste Marchais, le socialiste Mitterrand, le libéral centriste Giscard d'Estaing et le gaulliste néolibéral Chirac. La campagne de cette élection atteint une virulence verbale rarement atteinte jusqu'alors. Les différents candidats s'en prennent au président sortant, sans s'épargner pour autant entre eux. Le thème le plus abordé durant cette campagne est tout naturellement, en ces temps de crise, l'emploi, le nombre de chômeurs ayant augmenté de plus d'un million depuis que Valéry Giscard d'Estaing est entré à l'Élysée. Entre les candidats, c'est à qui fera la meilleure promesse, qu'ils n'hésitent pas à chiffrer. La question des reports au second tour, compte tenu des divergences dans la majorité et au sein de la gauche, est également un sujet important, ainsi que l'éventuelle présence de ministres communistes en cas de victoire de François Mitterrand, à qui les candidats de droite demandent des comptes à ce propos.

### Georges Marchais

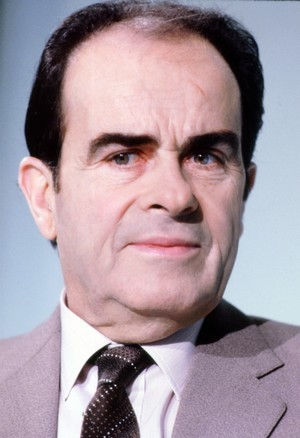
Georges Marchais, candidat du Parti communiste français.

Georges Marchais, secrétaire général du Parti communiste français, est officiellement désigné le 12 octobre 1980 à Nanterre à l'unanimité,. Charles Fiterman, qui a annoncé la nouvelle, déclare à la tribune : 
«  Inutile de présenter Georges Marchais. Les hommes et les femmes, les jeunes de chez nous qui ont du mal à vivre, qui travaillent dur ou qui souffrent du chômage, qui ne peuvent exercer l'activité de leur choix, épanouir leurs capacités, vivre là où ils le souhaitent, qui pensent que ça ne peut plus durer comme ça, le connaissent bien. Ils savent qu'il est l'un des leurs, l'animateur du combat résolu des communistes pour la justice, la liberté, la paix, le socialisme. Ils savent la part primordiale qu'il a prise dans le développement créateur de la politique du parti communiste et de sa vie démocratique. Ils savent avec quelle passion il a voulu l'union, lutté pour la réaliser, pour qu'elle se maintienne, et lutte maintenant pour construire une union nouvelle, plus solide, plus durable. Ils savent qu'à l'image de son parti, qui a pour habitude de dire ce qu'il fait et de faire ce qu'il dit, il parle le langage de la sincérité, du courage et de la vérité.  »
 Dès le départ, Marchais vise au moins 20 % des suffrages et la première place à gauche. Pourtant, un sondage confidentiel commandé à la Sofres allait doucher les ambitions du parti. Georges Marchais n'obtiendrait que 11,5 à 12 % des suffrages. Même chez les classes populaires, il semble minoritaire. Depuis le début de la guerre d'Afghanistan, Georges Marchais a beaucoup perdu en popularité.
Au nom de la défense de l'intérêt des ouvriers et des habitants des quartiers populaires, le PCF mène une campagne sur l'immigration qui suscite de vives polémiques. Elle commence le 5 novembre 1980, lorsque le bureau politique du PCF réclame l'arrêt de l'immigration. Plus tard en novembre, plus de 1 200 intellectuels lancent un appel dans L'Humanité en faveur de Georges Marchais. Le 23 décembre, une troupe dirigée par le maire communiste de Vitry-sur-Seine dévaste un foyer pour immigrés dans lequel devaient être logés des travailleurs maliens. La fédération du Val-de-Marne du PCF déclare : « Après le coup de force du maire giscardien de Saint-Maur, soutenu par le préfet du Val-de-Marne, qui a chassé 300 travailleurs maliens de Saint-Maur et les a installés clandestinement dans une propriété de l'office municipal de Vitry, une tapageuse campagne de calomnies a été déclenchée — du parti giscardien au Parti socialiste en passant par la FEN et la CFDT — contre les communistes et particulièrement contre la municipalité et son maire, Paul Merciera, qui se sont opposés à cette opération visant à maintenir et à développer les cités ghettos dans les communes ouvrières »,,. Georges Marchais approuve cette action, et participe à une « manifestation contre le racisme » le 10 janvier 1981 dont les mots d'ordre sont : « pour riposter au racisme du pouvoir giscardien, exprimer leur solidarité avec le maire de Vitry, exiger le relogement des travailleurs maliens à Saint-Maur dans des conditions décentes » et « contre le coup de force du maire raciste giscardien de Saint-Maur »). Les communistes veulent faire valoir que les foyers d'immigrés sont pour la plupart situés dans des communes de gauche, et que leur répartition n'est donc pas équitable. Des initiatives de la même teneur se multiplient dans les rangs du PCF. La fédération d'Ille-et-Vilaine proteste, au nom de la laïcité, contre la construction d'un centre islamique à Rennes. Le quotidien Libération révèle que les municipalités communistes de Nanterre et Saint-Denis, tout comme celle d'Amiens, cherchent à limiter la proportion d'immigrés dans les HLM. Le maire communiste d'Ivry-sur-Seine est accusé d'en faire autant avec les colonies de vacances. La plupart des organisations de la gauche non communiste s'indignent de ces positions qu'elles comparent à celles de l'extrême droite. La polémique bat son plein en février, le maire communiste de Nanterre rappelle la transformation de la ville et celui de Gennevilliers invite Giscard à visiter son ghetto. Le député d'Ivry-Vitry fait signer dix mille cartes-pétitions « exigeant une répartition équitable des populations immigrées » et demande à Raymond Barre de le recevoir, « afin d'examiner concrètement les modalités de retour, dans des conditions décentes, des travailleurs maliens à Saint-Maur, et le devenir du foyer de Vitry appartenant à l'office H.L.M. de cette ville » où le bulletin municipal du 15 février 1981 réclame la destruction des cités de transit du Lion d'Or et du quartier Balzac, gérées par la Sonacotra « pour des raisons de sécurité » en vue d'un relogement. Le maire PCF de Dammarie-les-Lys demande lui aussi la transformation d'un foyer Sonacotra en logements pour jeunes couples.
Des intellectuels, tels qu'Alain Badiou, qui est alors militant de l'Union des communistes de France marxiste-léniniste, accusent le PCF de racisme. Hassan Bouakra, membre du comité fédéral de Paris du parti, démissionne. Certains maires s'opposent également à la libéralisation des drogues douces, ainsi qu'à la dépénalisation des relations homosexuelles avec des mineurs.
La campagne antidrogue du maire communiste de Montigny-lès-Cormeilles, Robert Hue, suscite une nouvelle polémique à partir du 7 février 1981, en critiquant des immigrés selon certaines sources. Une manifestation a en effet été organisée devant le domicile d'une famille marocaine accusée de vendre de la drogue à des enfants. Un représentant diplomatique de l'ambassadeur du Maroc à Paris s'insurge et Lionel Stoléru, secrétaire d'État, dénonce « l'esprit même de l'apartheid », tandis que plusieurs syndicats de policiers s'insurgent contre les accusations de Georges Marchais sur la passivité de la police contre les trafiquants de drogue.
Dans cette affaire, le PCF fait l'unanimité parmi les autres candidats, de droite comme de gauche, contre lui. Pire, Henri Fiszbin, qui avait démissionné du PCF en janvier 1979 après avoir perdu municipales à Paris, refuse de le soutenir. Georges Marchais, en conférence de presse, soutient le maire de Montigny, en réfutant les accusations de délation et en estimant qu'il vient en aide à la jeunesse. Plus tard, Georges Marchais s'emporte contre Pierre Blotin, déclarant : « J'en ai marre d'assumer les conneries des autres ». Étienne Balibar énumère les erreurs des directions successives du PCF dans une lettre d'adieu De Charonne à Vitry, Le Nouvel Observateur, 9 mars 1981. Il est exclu du PCF le lendemain par le comité fédéral de Paris.
Malgré les relations houleuses entre le PS et le PCF, les communistes, de plus en plus isolés, n'en continuent pas moins à réclamer vigoureusement des ministères en cas de victoire de François Mitterrand. Georges Marchais affirme ainsi, le 3 février 1981, que c'est une condition indispensable pour mettre en place une « véritable politique nouvelle », car seuls les communistes seraient réellement pour le changement. À cette question plusieurs fois renouvelée, François Mitterrand se contente de réponses évasives quand il ne renvoie pas la balle aux communistes en déclarant que cela dépendra de leur comportement.
Pour autant, les attaques contre le PS continuent. Les dirigeants du parti persistent à affirmer que les socialistes ménagent une alliance avec la droite. Début mars, le comité central adopte une résolution affirmant que les positions de François Mitterrand « convergent avec la politique de la droite », et que son véritable objectif est « celui-là même que le patronat et le pouvoir du capital poursuivent depuis des dizaines d'années : affaiblir, voire démanteler le PCF ». Il tenait ce discours depuis le printemps 1980, espérant inciter à un réflexe de vote utile en sa faveur. Charles Fiterman, bras droit de Georges Marchais, accuse les socialistes d'ingérence dans les affaires internes du PCF et parle de « tentative de déstabilisation », après une interview de Lionel Jospin évoquant l'opposition bien réelle de militants communistes, tels Jean Elleinstein, contre la ligne anti-unitaire de leurs dirigeants. Préférant ne pas se mêler directement à la polémique, François Mitterrand charge ses lieutenants de répondre. Jean-Pierre Chevènement déclare, le 6 mars : « Il faut que la crise interne au PC soit bien grave pour que de telles accusations soient proférées […] Le Parti socialiste n'a pas la volonté de rayer le PC de la carte politique française, il veut seulement faire payer à sa direction la note de ses choix antiunitaires. »
Le PCF et les médias audiovisuels entretiennent des relations quelque peu hostiles durant la campagne. Les communistes accusent la radio et la télévision de partialité et de ne pas suffisamment leur donner la parole. Ainsi, le 16 février, une émission sur la jeunesse présentée par Jean-Pierre Elkabbach retransmise simultanément sur Europe 1 et Antenne 2 est interrompue par l'intervention de militants de la CGT et des Jeunesses communistes.
Comme le PS, le Parti communiste a quantifié le nombre de ses promesses ; il y en a 131 (le PS s'est même inspiré du programme communiste pour réaliser le sien, en tout cas sur le nom du projet). Sur l'emploi, Georges Marchais est le candidat qui se veut le plus ambitieux. Affirmant : « Le chômage ? On peut l’éliminer complètement », il promet la création de 1 500 000 emplois, dont 200 000 dans les services publics et 1 000 000 grâce à la réduction du temps de travail. Il propose également d'augmenter le SMIC à hauteur de 3 300 francs, ainsi que la construction de 500 000 logements HLM chaque année. « Battre Giscard » s'avère finalement être le slogan qui a plus de succès en meeting, et Marchais ne cesse de le marteler. Cependant, l'éventuelle participation à un éventuel gouvernement socialiste reste une antienne jusqu'à la veille du scrutin. Le 4 avril, Georges Séguy, secrétaire général de la CGT, en trace les grandes lignes : semaine de 35 heures sans baisse de salaire, cinquième semaine de congés payés, abaissement de l'âge de la retraite. Le surlendemain, Georges Marchais annonce une réforme fiscale avec un impôt sur la fortune, un prélèvement sur les hauts salaires (au-delà de 40 000 francs) et la suppression du versement des dividendes. Il compte faire le plein de voix au premier tour pour dicter à François Mitterrand les conditions de l'Union de la gauche. Les attaques contre le leader socialiste se poursuivent jusqu'à la fin de la campagne, et le candidat communiste ne dit rien sur un éventuel désistement au second tour,,. Il ne s'y soustrait finalement que le 23 mars 1981 à Cartes sur table.
Le candidat enchaîne les meetings. À Marseille, le stade Vélodrome est plein pour accueillir le candidat. À Plogoff, il est contesté par des écologistes qui protestent contre le futur projet de centrale nucléaire alors que Marchais est lui-même pro-nucléaire. Malgré tout, il ne parvient pas à décoller dans les intentions de vote. Lors de son dernier meeting, à Lille, il déclare :
« Dites ce que vous avez sur le cœur. Dites que vous voulez le changement. Dites que vous voulez le rassemblement de toutes les forces populaires. Dites que vous voulez un gouvernement d'union socialo-communiste. »
Il sortit d'ailleurs épuisé de son dernier meeting de campagne, les ayant enchaîné durant six mois.

### François Mitterrand

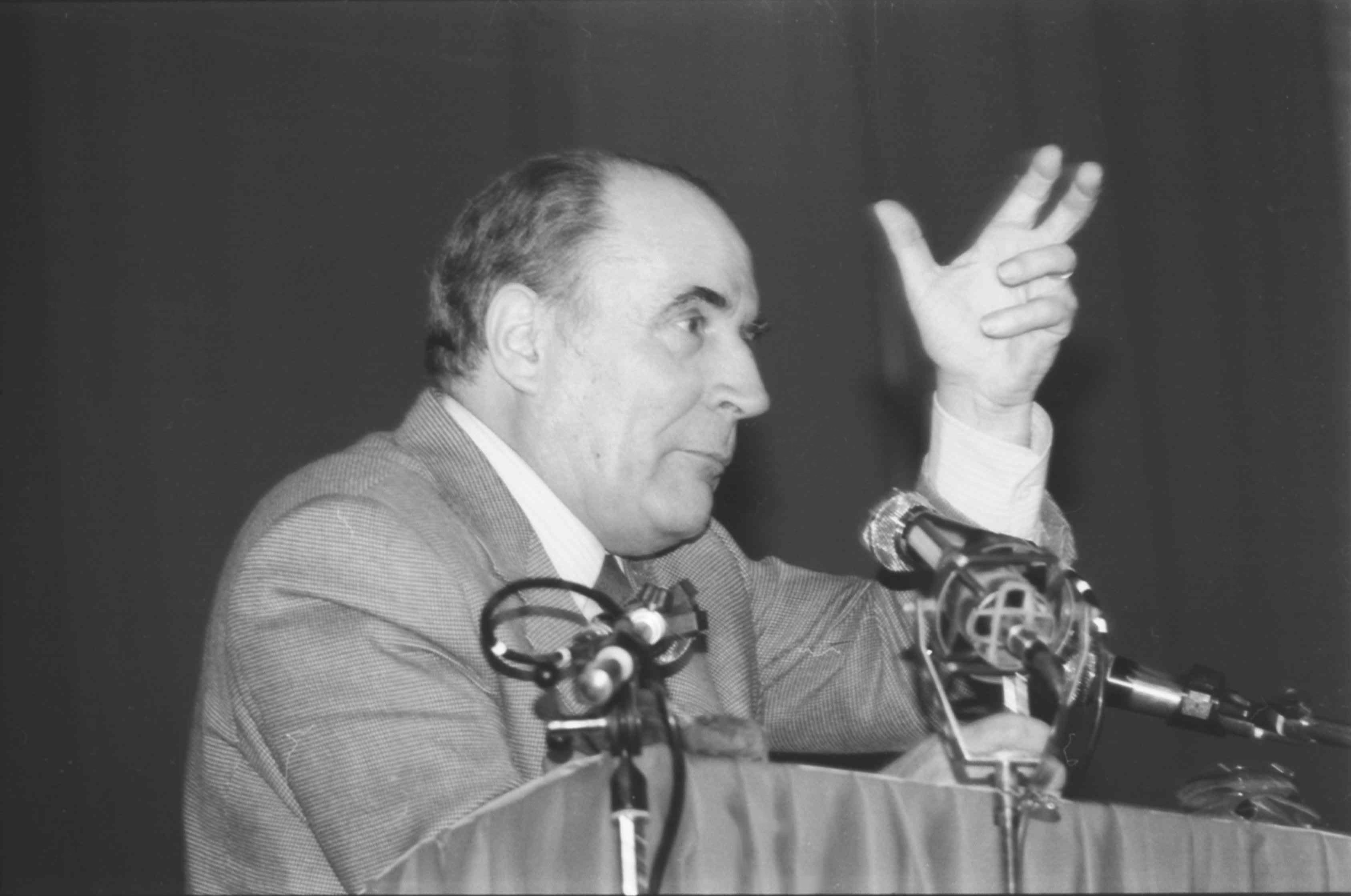
François Mitterrand en meeting en avril 1981.

François Mitterrand est officiellement désigné comme candidat du Parti socialiste le 24 janvier 1981 lors du congrès de Créteil, après un vote lors duquel 83,64 % des adhérents s'expriment en sa faveur. Sa fonction de premier secrétaire du parti, laissée vacante, est dès lors occupée par Lionel Jospin. À cette occasion, le PS fait la démonstration de son unité, tous les courants, y compris ceux de ses anciens adversaires comme Michel Rocard, se rangent derrière Mitterrand.
Au cours du même congrès, Le PS adopte un manifeste dessinant un programme de gouvernement en 110 propositions. D'après Michel Charasse, dans un livre qu'il a publié en 1996, c'est lui que Mitterrand aurait chargé, peu de temps avant le Congrès, de rédiger un programme clair en plusieurs points, comme celui que les communistes venaient d'élaborer pour la candidature de Georges Marchais. Toutefois, ce programme ne sera vraiment mis en avant qu'après l'élection, et est éclipsé, durant la campagne par le simple slogan politique « Changer la vie ».
En septembre 1980, il avait demandé une enquête à Jacques Séguéla, qui lui avait proposé ses services, sur les flux socioculturels de la population. Cette enquête inspirera en partie le slogan de la « Force tranquille » (exemple de nominalisation, figure de base de la rhétorique politique). Dès le mois de novembre 1980, divers articles de presse et de magazines donnent la parole à des proches de François Mitterrand pour redorer son image auprès de l'opinion. Parmi les personnes interrogées figurent le géologue Haroun Tazieff, l'ancien chancelier allemand Willy Brandt ou Léopold Sédar Senghor, Guy Ligier et Françoise Sagan. Senghor déclare :
« Ce qui frappe, chez François Mitterrand, ce sont les qualités, en équilibre, de l'homme de culture et de l'écrivain. Des qualités françaises qui ont pour noms raison et cœur, rigueur de l'esprit et sensibilité de l'imagination, ardeur à combattre l'adversaire, mais faculté à le comprendre. »
François Mitterrand a souhaité faire une campagne « courte et ramassée », ne dépassant pas 100 jours.[réf. nécessaire] Sa stratégie est de jouer de son absence et sur une entrée en campagne tardive pour ne pas paraître impliqué dans des luttes partisanes. Jusqu'à la mi-février, plusieurs voyages à l'étranger ont été programmés, notamment aux États-Unis et en Chine pour promouvoir sa stature internationale. Au cours de la campagne, il reçoit le soutien d'hommes d'États socialistes, comme l'ex-chancelier d'Allemagne de l'Ouest Willy Brandt, le chancelier autrichien Bruno Kreisky ou le président de la République italien Sandro Pertini.
Sa campagne démarre officiellement le 7 mars 1981 à Beauvais. Le directeur de campagne de François Mitterrand est le député Paul Quilès. Les autres membres importants de son dispositif sont Jacques Attali, Jean Glavany, Pierre Bérégovoy et Pierre Joxe. Par rapport à 1974, il dispose d'un pôle communication beaucoup plus important. Par rapport à la campagne du candidat socialiste en 1974, celle de 1981 est beaucoup plus minutieusement préparée. François Mitterrand intervient dans 28 meetings régionaux, qui s'achèvent invariablement par la montée, sur l'estrade des élus et responsables du parti, une rose à la main, et au son de L'Internationale. Ces réunions, parfois qualifiées de « show à l'américaine », rassemblent en moyenne 6 000 personnes. L'attention portée aux techniques de communication prend une ampleur inédite pour un candidat de gauche. Malgré les réticences de son entourage, François Mitterrand décide de donner un rôle prépondérant dans ce domaine au publicitaire Jacques Séguéla. L'équipe de ce dernier (dont fait partie Jacques Pilhan, le futur conseiller en communication des présidents Mitterrand et Chirac) produit le slogan « La force tranquille », imprimé sur les affiches du candidat sur fond paysage typique de la campagne française comprenant la petite église de Sermages dans le Morvan. Plus de 2 000 manifestations publiques sont organisées localement, avec le concours des militants et sous la direction du premier secrétaire Lionel Jospin, pour soutenir le candidat socialiste. Dans le même registre, Mitterrand se déplaça pour la première fois au salon de l'agriculture le 12 mars, chose exceptionnelle, c'est la seule fois qu'il s'y est déplacé, étant à ce jour le seul président de la Ve république à ne pas faire ce geste. Cette campagne a eu un coût total de 19 millions de francs, soit 3,5 fois moins que celle de Valéry Giscard d'Estaing, selon Jean Glavany, qui admet que, pour autant, les sources de financement, à l'instar de celles des partis de droite (il n'y avait alors pas de législation sur le financement des partis politiques), n'étaient pas tout à fait transparentes. Trente ans plus tard, André Rousselet, un proche de Mitterrand, raconte d'ailleurs comment il a recueilli, pour la campagne de 1981, des fonds auprès des principales grandes entreprises françaises, dont la Compagnie générale des eaux (futurs Vivendi et Veolia).
Lors d'une interview à Cartes sur table sur Antenne 2 le 16 mars, François Mitterrand affirme en ces termes son intention d'abolir la peine de mort :
«  Je n'ai pas du tout l'intention de mener ce combat à la face du pays en faisant semblant d'être ce que je ne suis pas. Dans ma conscience profonde, qui rejoint celle des églises, l'Église catholique, les églises réformées, la religion juive, la totalité des grandes associations humanitaires, internationales et nationales, dans ma conscience, dans le for de ma conscience, je suis contre la peine de mort. Et je n'ai pas besoin de lire les sondages, qui disent le contraire, une opinion majoritaire est pour la peine de mort. Eh bien moi, je suis candidat à la présidence de la République et je demande une majorité de suffrages aux Français et je ne la demande pas dans le secret de ma pensée. Je dis ce que je pense, ce à quoi j'adhère, ce à quoi je crois, ce à quoi se rattachent mes adhésions spirituelles, ma croyance, mon souci de la civilisation, je ne suis pas favorable à la peine de mort. Je sais ce que j'aurai à faire. »
Dans le studio, les spectateurs applaudissent la déclaration du candidat socialiste. Le débat étant ainsi lancé, huit jours plus tard, Jacques Chirac se prononce à son tour contre la peine de mort. En ce qui concerne les autres questions de société, François Mitterrand, tout en disant vouloir instaurer d'une façon générale plus de démocratie et plus de liberté, reste sur des positions modérées, et se garde bien de reprendre à son compte les propositions audacieuses héritées de Mai 68.
François Mitterrand se situe directement dans le combat du second tour, et dresse un bilan très critique de la présidence de Valéry Giscard d'Estaing, citation de chiffres à l'appui : « Quand j'entends dire que le désordre, ce sont les socialistes… Qu'appelle-t-on désordre, sinon 1 700 000 chômeurs, 100 000 entreprises industrielles et commerciales détruites, 100 000 exploitations agricoles disparues ? ». Sur l'emploi, le candidat socialiste s'engage : « C'est la première de nos obligations, j'y consacrerai toute ma volonté. » Il avance le chiffre de 210 000 emplois créés par an, dont 150 000 dans les services publics. Les propositions de François Mitterrand pour venir à bout de la crise économique ne s'éloignent guère des recettes classiques de la gauche de l'époque : relance par la consommation, réduction du temps de travail, grands travaux, nationalisations, emprunt national pour investir dans l'industrie, etc. Il propose également un ensemble de réformes fiscales pour améliorer la justice sociale, notamment un impôt sur les grandes fortunes, des modifications des barèmes en fonction des revenus ou la suppression de la TVA pour les produits de première nécessité.
Vers la fin de la campagne du premier tour, le ton de François Mitterrand est de plus en plus incisif vis-à-vis du président sortant. Le 6 avril, il déclare à propos de Valéry Giscard d'Estaing : « il a eu de bonnes idées, mais il y a si peu cru qu'il ne les a jamais suivies ». Le lendemain, il parle d'un président « en fin de course », et résume son bilan en « quatre D » : déclin, décadence, destruction, désarroi. Par ailleurs, refusant de répondre en personne aux attaques de Georges Marchais et des communistes, il pose en grand rassembleur de la gauche, et en soulignant qu'il est le seul à pouvoir la porter au pouvoir, appelle implicitement au vote utile. Juste avant le scrutin, il se dit persuadé qu'après avoir rassemblé les socialistes, il rassemblera la gauche, puis les Français.

### Jacques Chirac

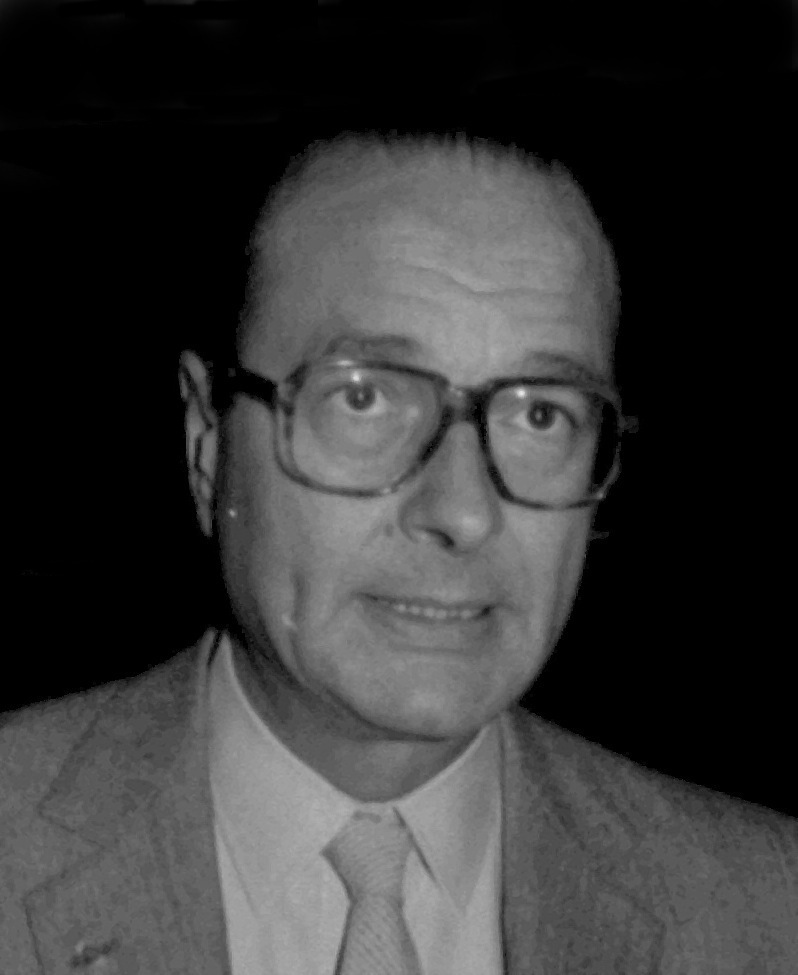
Après avoir été son Premier ministre, Jacques Chirac se présente comme un opposant très critique envers le président sortant.

Jacques Chirac annonce sa candidature le 3 février 1981, et sa campagne démarre officiellement le 7 février, à l'occasion du congrès extraordinaire du RPR, où il recueille 95 % des votes. D'entrée il annonce que son combat est celui de l'arrêt du « processus de dégradation » de la France et se présente comme un opposant au président sortant depuis sa démission en 1976. Il critique l'attitude du chef de l'État vis-à-vis des Soviétiques et son attitude ambiguë par rapport à l'invasion de l'Afghanistan. Pour lui, durant le septennat du président sortant, s'est développé un « collectivisme rampant », et il dénonce « l'emprise de l'État et de l'administration sur la vie des individus, comme sur l'activité des entreprises ». C'est un programme économique très libéral que propose donc le candidat du RPR. Sa campagne est orchestrée par Charles Pasqua.
Affirmant son assurance d'être présent au second tour, Jacques Chirac n'oublie pas d'attaquer les « socialo-communistes ». Cependant, il déclare ne pas vouloir se prononcer pour le second tour au cas où il ne se qualifierait pas, marquant ainsi encore plus nettement sa distance avec Valéry Giscard d'Estaing. Il déclare par exemple le 10 février que le bilan du président sortant « ne conduit pas spontanément et de gaité de cœur la majorité d’entre nous à souhaiter lui donner un nouveau bail de sept ans ». Bien que l'ensemble de son parti se range derrière lui, Jacques Chirac doit faire face à des oppositions internes. Outre Michel Debré, toujours candidat, qui affirme que Chirac n'est pas gaulliste et que son programme n'est qu'une « addition de propositions catégorielles », les ministres RPR du gouvernement (dont Alain Peyrefitte et Robert Galley) font part de leur intention de voter pour le président sortant dès le premier tour, et sont par conséquent exclus du parti.
De tous les candidats, Jacques Chirac, alors âgé de 48 ans, est celui qui impressionne le plus par sa capacité physique à enchaîner les déplacements, dans toutes les régions de France y compris dans les Antilles. Les intentions de vote s'en ressentent ; il distance très rapidement son rival gaulliste Michel Debré, dont la campagne est plutôt terne. Le programme électoral et la façon de faire campagne de Jacques Chirac le font comparer à Ronald Reagan, qui a brillamment remporté l’élection présidentielle américaine quelques mois plus tôt. Le matériel publicitaire, les tracts, les affiches, les badges, les autocollants, sont très similaires, et même le slogan, « Chirac maintenant », est décalqué de celui de Reagan (« Reagan now »). Il propose un débat public face à Valéry Giscard d'Estaing, mais ce dernier refuse. Le 11 avril, il rassemble 45 000 personnes lors d'un meeting au Parc des Princes. Ce n'est que rétrospectivement que la question du financement de cette campagne a suscité un début de polémique, au moment du décès du président du Gabon Omar Bongo, qui réanime une rancune inextinguible au sein de la droite, Valéry Giscard d'Estaing affirmant avoir découvert lors de la campagne de l'élection présidentielle de 1981 que le chef d'État africain alimentait la trésorerie du candidat Jacques Chirac.
Issu du gaullisme pompidolien, c'est-à-dire de l'aile droite de ce mouvement, qui s'est progressivement éloignée du gaullisme traditionnel planificateur et indépendantiste, Jacques Chirac s'aligne sur les principes économiques portés au pouvoir ailleurs par Reagan et Thatcher, et met en exergue un atlantisme dirigé contre l'URSS et ses alliés réels ou supposés. Ancien ministre de l'Agriculture, il soigne son électorat rural en s'érigeant en défenseur de ses intérêts face à la Commission européenne. Favorable à une liberté d'entreprendre plus approfondie, il remporte également un certain succès parmi les chefs d'entreprises. Sur les problèmes de la crise et du chômage, il déclare : « Je m’engage à relancer la croissance pour créer des emplois nouveaux ». Jusqu'à la fin de la campagne du premier tour, il veut convaincre les Français qu'il est un homme neuf, comparé à Mitterrand et Giscard, et qu'il est le seul à pouvoir proposer le changement en dehors du choix « risqué » de la gauche.

### Valéry Giscard d'Estaing
Dernier des quatre « grands » candidats à entrer en piste, Valéry Giscard d'Estaing annonce officiellement sa candidature le 2 mars 1981, dans un discours radiotélévisé prononcé en début de soirée à l'Élysée, où il apparait déjà dans l'optique d'une campagne de second tour face à François Mitterrand, négligeant ainsi Jacques Chirac. Son équipe de campagne est aussitôt constituée des secrétaires d'État Monique Pelletier, Jean-François Deniau et Jean-Philippe Lecat, qui démissionnent de leurs fonctions ministérielles. Le jeune Jean-Pierre Raffarin est chargé de coordonner sa communication, tandis que Jacques Hintzy s'occupe des affiches du candidat.

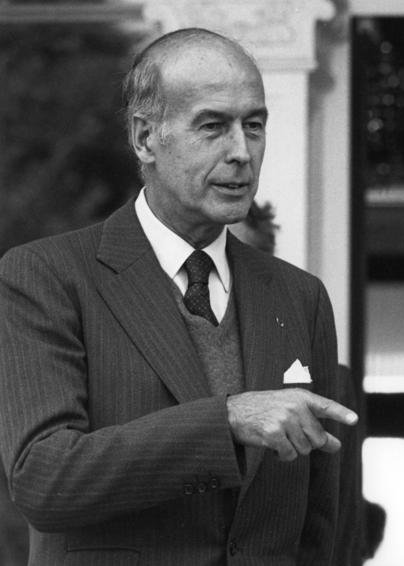
La tâche de Valéry Giscard d'Estaing est délicate : défendre un bilan critiqué tout en proposant un projet.

Le président sortant admet lors d'une interview son échec concernant la montée du chômage, en particulier chez les jeunes, à qui il promet un plan pour le plein emploi. Mais il contrebalance ce constat, par ce qu'il présente comme ses succès : l'amélioration de la situation des personnes âgées, l'autonomie énergétique de la France avec le lancement efficace du programme nucléaire, la stabilité se traduisant notamment par un nombre de grèves plus limité durant son mandat malgré la crise, et la défense de la paix. Des questions sur l'affaire des diamants ne tardent pas à lui être posées. Le 10 mars, il répond aux accusations en déclarant que le montant des pierres précieuses reçues entre 1973 et 1975, estimé à 114 997 francs, a été intégralement remis à des organisations caritatives comme la Croix-Rouge centrafricaine. Néanmoins, les critiques sur l'affaire, comme, plus globalement, sur son bilan, le poursuivent jusqu'à la fin de la campagne.
Le 13 mars, d'après le correspondant du Monde Daniel Vernet, Valéry Giscard d'Estaing reçoit indirectement le soutien de la Pravda. Selon lui, l'auteur d'un article sur la présidentielle française paru dans le quotidien officiel de l'Union soviétique dresse un bilan « plutôt favorable » de la politique étrangère du président sortant, tout en critiquant François Mitterrand et Jacques Chirac. Cette position suscite une vive polémique dans la classe politique française. Le RPR, par la voix de Bernard Pons, perçoit dans cet épisode la confirmation que l'URSS préférerait un président français faible comme l'aurait été Valéry Giscard d'Estaing. François Mitterrand qualifie l'article de « salaire de Varsovie », en faisant référence à l'entretien avec Léonid Brejnev dans la capitale polonaise le 19 mai 1980, qui pour de nombreux commentateurs valait caution du chef d'État français pour l'agression soviétique en Afghanistan. Le candidat socialiste suggère par là que l'article de la Pravda, qui pourrait valoir à Giscard d'Estaing la bienveillance d'électeurs communistes, est la récompense du Kremlin pour l'attitude conciliante de la diplomatie française. Et il enfonce le clou en affublant son adversaire d'un sobriquet : « le petit télégraphiste de Moscou ». À propos de ce voyage en Pologne, le président déclare : « Ce que certains me reprochent, ce sont mes efforts pour la paix et la sécurité ». Le 16 mars, à la télévision, il soutient que lors du sommet international de Venise du 23 juin 1980, Brejnev lui a assuré qu'il retirerait bientôt ses troupes d'Afghanistan. Cette affirmation, fausse et invérifiable, lui fait prêter le flanc aux moqueries de ses adversaires. Georges Marchais, visé par les termes bilan globalement positif, avait tout de suite réagi en dénonçant la désinformation du journal Le Monde, engagé dans la campagne du Parti socialiste pour lequel sa direction avait appelé, peu avant, à voter. Le quotidien du soir ayant rapporté l'article de la Pravda en mettant entre guillemets les termes « bilan globalement positif », faisait ainsi croire à une citation. Or ces termes ne s'y trouvaient nullement et relevaient seulement de l'interprétation. De son côté, Jean-François Deniau renvoya Bernard Pons aux anciens commentaires de l'agence Tass sur l'élection présidentielle de 1965 : les éloges du général de Gaulle, candidat sortant comme Giscard en 1981, y étaient alors beaucoup plus nets[réf. nécessaire]. Michel Poniatowski joue par contre sur la peur du communisme, comme en 1974, en déclarant que « si la gauche l'emporte, on verra les chars soviétiques place de la Concorde ». Il fait référence au coup de Prague et aux répressions armées en Hongrie (1956) et en Tchécoslovaquie (1968),.
Début avril, Valéry Giscard d'Estaing publie un livre, État de la France, dans lequel son bilan est présenté sous un jour favorable. Jouant sur l'image de simplicité et de proximité malgré sa fonction, il se qualifie de « citoyen-candidat ». Accompagné de son épouse, Anne-Aymone Giscard d'Estaing, discrète mais bien visible, il participe à plusieurs meetings soigneusement formatés, où son intervention est précédée d'un spectacle audiovisuel. Il fait référence aux valeurs gaulliennes et présente dix propositions thématiques phares qui deviennent la trame de ses discours : préserver les libertés ; garantir la sécurité intérieure et extérieure ; défendre la paix et la place de la France dans le monde ; assurer l'emploi ; améliorer la formation et accroître la recherche scientifique ; développer une industrie compétitive ; développer l'agriculture ; réduire les inégalités excessives ; continuer à rénover la vie républicaine ; simplifier et alléger la vie quotidienne des Français. Plus précisément, il soutient la nécessité d'une réforme fiscale (concernant le barème d'impôts, la taxe professionnelle), influencé en cela par la campagne de Jacques Chirac. Constatant qu'il a en face de lui « neuf candidats anti-Giscard », il fustige « les professionnels du scepticisme ». Bien qu'il ait souhaité se présenter en tant que candidat ayant un projet, il doit se résoudre face aux attaques venant de toutes parts, à défendre son action de président ayant un bilan. Il fait le lien entre les deux en proposant d'exercer un second septennat dans la continuité du premier. Néanmoins, tout au long de la campagne, Valéry Giscard d'Estaing évite de s'afficher avec Raymond Barre, ou de le mettre en avant, la politique économique du Premier ministre était globalement impopulaire. Il promet de créer un nombre d'emplois (1 000 000) qui correspond à peu près au nombre de nouveaux chômeurs durant son mandat. Malgré tout, il paraît assez distant durant la campagne selon l’historien Christian Delporte. Des commentateurs politiques trouvent en outre que ses affiches de campagne, conçues par le publicitaire Philippe Michel, sont accompagnées d’un slogan trop ambigu, à savoir « Il faut un président à la France »,.

## Sondages

### Nouvelles difficultés spécifiques à ce scrutin
Les sondages de la présidentielle de 1981 sont aux prises avec de nouvelles difficultés par rapport aux élections présidentielles précédentes :
- C'est la première campagne « longue » depuis 1965, les élections de 1969 et 1974 ayant été précipitées par la démission et la mort des présidents sortants ;
- François Mitterrand n'est plus soutenu par l’union de la gauche comme en 1965 et 1974;
- d’août à novembre 1980, sa candidature reste peu probable car il est derrière Michel Rocard dans les intentions de vote[137].
- la candidature impromptue de l'humoriste Coluche, qui fait un temps figure de troisième homme dans les sondages.

François Mitterrand semble hésiter à se présenter jusqu’à l'automne 1980, alors qu'un sondage indique que 63 % des sympathisants socialistes préfèrent une candidature Rocard. Après ses échecs de 1965 et 1974, des critiques sur son âge et sa longévité en politique sont reprises, notamment par Coluche. Michel Rocard se déclare dès le premier jour d'ouverture des candidatures, le 19 octobre. Au surlendemain de sa publication de son livre Ici et maintenant, avancée au 5 novembre, Mitterrand annonce sa candidature. Jean-Pierre Chevènement se déclare également. Mais Michel Rocard se retire le lendemain de l'entrée en lice du premier secrétaire du PS, et Chevènement fait de même, ayant promis de se retirer si Rocard le faisait,. La surprise est d'autant plus grande que L'Express des 8-14 novembre a publié un sondage Louis Harris-France montrant un écart de six points entre Mitterrand et Rocard au premier tour et de huit points au second tour : Rocard rivalisait ainsi avec Giscard (49-51 %) alors que Mitterrand était donné loin derrière le président sortant (59-41 %).

### L'impact du second choc pétrolier et de la candidature Rocard
L'impact du second choc pétrolier, qui se produit à la fin de l'année 1979 et fait monter l'inflation et le chômage dans les grands pays industriels, affecte aussi la popularité du président américain. Lors de l’élection présidentielle américaine, Ronald Reagan l’emporte avant tout par rejet du président sortant, Jimmy Carter : un sondage post-élection New York Times-CBS montre que les qualités ou les idées de Reagan n'ont été citées que par un nombre réduit de ses électeurs. L'impact du deuxième choc pétrolier est également visible en France mais ne se semble alors pas, contrairement aux États-Unis, pouvoir se traduire par une alternance, Mitterrand restant bas dans les sondages car il est pénalisé par la préférence d'une partie de son électorat pour une candidature de son rival au sein du parti socialiste Michel Rocard, hypothèse à laquelle succède rapidement celle d'une candidature de l'humoriste Coluche, alors en pleine ascension.
Mi-novembre, juste après l'abandon de Michel Rocard, qui se rallie à Mitterrand, et la pétition en faveur d'une candidature de Coluche, un sondage Louis Harris réalisé du 13 au 15 novembre, montre le président sortant l'emporter avec 60 % des suffrages contre Mitterrand, même si son bilan est jugé négatif et positif par un nombre équivalent de sondés.

### De mi-novembre à mi-décembre, Giscard d'Estaing passe de 60% à 52%
Mais trois semaines après ce scénario d'une victoire par 60% des voix, Giscard d'Estaing ne l'emporterait plus que par 56 % des suffrages exprimés, contre 44 % à Mitterrand, selon un autre sondage réalisé du 4 au 10 décembre et publié par Le Figaro.
Les sondages de la première quinzaine de décembre 1980 montrent que l'« effet Coluche » vient parasiter le ralliement de Rocard à Mitterrand, qui se montre plus ferme qu'à la fin novembre. Paris Match publie un sondage Public SA, réalisé les 8-10 décembre, qui montre que Giscard d'Estaing ne serait plus réélu au second tour que par 52 % des voix, contre 57 % en novembre. Le Premier ministre Raymond Barre n'obtiendrait lui que 12 % au premier tour et 34 % au second, face à Mitterrand, selon Public S.A, qui teste pour la première fois cette hypothèse, ce qui montre la forte impopularité de la politique de rigueur découlant des « plans Barre ».
Le progrès de François Mitterrand est encore plus fort au premier tour, où il s’établit entre 23 et 27 %, quasiment à égalité avec Giscard, alors que Louis Harris ne lui donnait que 18 % le 17 novembre. Du côté de l'IFOP, Mitterrand ne remonte un peu la pente que fin décembre, avec un sondage des 18 décembre 1980-2 janvier 1981 dans lequel Valéry Giscard d'Estaing ne recueille plus que 54 % des intentions de vote, contre 60 % en novembre 1980. Ce sondage donne à Coluche 11 % des intentions de vote dans le cas où il serait présent, ce qui ferait perdre, selon les cas, de 2 à 3,5 points aussi bien au chef de l'État qu'au candidat socialiste.
Deux sondages, réalisé par la Sofres du 9 au 15 janvier, et par Louis Harris du 12 au 16 janvier, donnent tous les deux un résultat serré (51-49 %) en faveur de Giscard, qui perd de nombreux points, alors que pour la première fois, la Sofres prend en compte la candidature de Coluche, créditée de 7 %. Coluche perd entre deux et 3,5 points pour revenir entre 8 et 9 % (contre 10 à 12,5 % en novembre) dans le sondage réalisé par le département Indice-Opinion et publié par Le Quotidien de Paris du 5 janvier. Cette étude montre surtout un énorme bond au second tour de Mitterrand (51 %, contre 42 % en novembre), désormais débarrassé de l'hypothèse Rocard.

### Sondages concernant le premier tour
| Le graphique qui aurait dû être présenté ici ne peut pas être affiché car il utilise l'ancienne extension Graph, désactivée pour des questions de sécurité. Des indications pour créer un nouveau graphique avec la nouvelle extension Chart sont disponibles ici . |
| Évolution des intentions de vote |

| Sondeur    | Date          | Arlette Laguiller      | Alain Krivine       | Roger Garaudy (SE) | Georges Marchais       | Huguette Bouchardeau       | François Mitterrand      | Michel Crépeau       | Brice Lalonde       | Valéry Giscard d’Estaing       | Jacques Chirac       | Michel Debré       | Marie-France Garaud (DVD) | Jean-Marie Le Pen      |
| Sondeur    | Date          | Arlette Laguiller (LO) | Alain Krivine (LCR) | Roger Garaudy (SE) | Georges Marchais (PCF) | Huguette Bouchardeau (PSU) | François Mitterrand (PS) | Michel Crépeau (MRG) | Brice Lalonde (MEP) | Valéry Giscard d'Estaing (UDF) | Jacques Chirac (RPR) | Michel Debré (DVD) | Marie-France Garaud (DVD) | Jean-Marie Le Pen (FN) |
| ---------- | ------------- | ---------------------- | ------------------- | ------------------ | ---------------------- | -------------------------- | ------------------------ | -------------------- | ------------------- | ------------------------------ | -------------------- | ------------------ | ------------------------- | ---------------------- |
| Sondeur    | Date          |                        |                     |                    |                        |                            |                          |                      |                     |                                |                      |                    |                           |                        |
| TNS Sofres | 24 avril 1981 | 2,5 %                  | -                   | -                  | 19 %                   | 1 %                        | 21,5 %                   | 2,5 %                | 3,5 %               | 27,5 %                         | 18,5 %               | 2 %                | 2 %                       | -                      |
| TNS Sofres | 22 avril 1981 | 2,5 %                  | -                   | -                  | 18,5 %                 | 1,5 %                      | 22 %                     | 2 %                  | 3,5 %               | 27,5 %                         | 18,5 %               | 2,5 %              | 1,5 %                     | -                      |
| TNS Sofres | 16 avril 1981 | 2 %                    | -                   | -                  | 18,5 %                 | 1,5 %                      | 22 %                     | 1,5 %                | 3,5 %               | 27,5 %                         | 19,5 %               | 2 %                | 2 %                       | -                      |
| TNS Sofres | 25 mars 1981  | 1 %                    | 1 %                 | 1 %                | 16,5 %                 | 1 %                        | 24 %                     | 1 %                  | 3,5 %               | 29 %                           | 16 %                 | 3 %                | 2 %                       | 0,5 %                  |
| TNS Sofres | 11 mars 1981  | 1 %                    | 0,5 %               | 1 %                | 16 %                   | 0,5 %                      | 25 %                     | 2 %                  | 3,5 %               | 29 %                           | 15 %                 | 3,5 %              | 2 %                       | 0,5 %                  |
| TNS Sofres | février 1981  | 1 %                    | 1 %                 | 1 %                | 17 %                   | 0,5 %                      | 25 %                     | 1,5 %                | 3,5 %               | 28 %                           | 13 %                 | 4 %                | 3 %                       | 0,5 %                  |
| TNS Sofres | janvier 1981  | 2 %                    | 0,5 %               | 0,5 %              | 16 %                   | 1 %                        | 23 %                     | 2 %                  | 3,5 %               | 31 %                           | 11 %                 | 5,5 %              | 2,5 %                     | 0,5 %                  |
| TNS Sofres | décembre 1980 | 2 %                    | 0,5 %               | 0,5 %              | 17 %                   | 1 %                        | 19 %                     | 1,5 %                | 3 %                 | 35 %                           | 11 %                 | 6 %                | 2,5 %                     | 0,5 %                  |
| TNS Sofres | novembre 1980 | 2 %                    | 0,5 %               | 0,5 %              | 17 %                   | 1 %                        | 18 %                     | 2 %                  | 4 %                 | 35 %                           | 11 %                 | 6 %                | 2 %                       | 0,5 %                  |
| TNS Sofres | octobre 1980  | 2 %                    | 1 %                 | 1 %                | 17 %                   | 1 %                        | 19 %                     | 1 %                  | 5 %                 | 34 %                           | 12 %                 | 5 %                | -                         | 0,5 %                  |

### Sondages concernant le second tour
| Le graphique qui aurait dû être présenté ici ne peut pas être affiché car il utilise l'ancienne extension Graph, désactivée pour des questions de sécurité. Des indications pour créer un nouveau graphique avec la nouvelle extension Chart sont disponibles ici . |
| Évolution des intentions de vote |

| Sondeur    | Date            | François Mitterrand | Valéry Giscard d'Estaing |
| Sondeur    | Date            | François Mitterrand | Valéry Giscard d'Estaing |
| ---------- | --------------- | ------------------- | ------------------------ |
| Sondeur    | Date            |                     |                          |
| TNS Sofres | 6 et 7 mai 1981 | 52 %                | 48 %                     |
| TNS Sofres | 15 avril 1981   | 50 %                | 50 %                     |
| TNS Sofres | 25 mars 1981    | 50 %                | 50 %                     |
| TNS Sofres | 11 mars 1981    | 50 %                | 50 %                     |
| TNS Sofres | février 1981    | 52 %                | 48 %                     |
| TNS Sofres | janvier 1981    | 49 %                | 51 %                     |
| TNS Sofres | décembre 1980   | 44 %                | 56 %                     |
| TNS Sofres | novembre 1980   | 41 %                | 59 %                     |
| TNS Sofres | octobre 1980    | 43 %                | 57 %                     |

## Campagne d’entre-deux-tours
Le 26 avril, le taux d'abstention du premier tour est 18,91 %, près de 4 points de plus qu'en 1974 (15,08 %) et il y a un plus grand nombre de bulletins blancs ou nuls, attribué à l'abaissement de l'âge du droit de vote, la relative insipidité de la campagne, ou l'attente du second tour qui cristallise l'enjeu essentiel.
Les deux qualifiés sont Valéry Giscard d'Estaing (28,32 %), devant François Mitterrand (25,85 %). Le président sortant est  fragilisé car il a perdu quatre points par rapport à 1974, son rival à droite Jacques Chirac ayant fait mieux que Jacques Chaban Delmas. Mitterrand, lui, ne bénéficie plus d'une union de la gauche, car il y un candidat communiste, arrivé quatrième, Georges Marchais (15,34 %), 5 points et près d'un million et demi de voix en moins qu'aux dernières législatives de 1978, fait le plus marquant selon la plupart des commentateur: ils estiment que des électeurs ont été rebutés par des positions anti-unitaires, pro-soviétiques ou anti-immigrés, mais aussi du "vote utile" pour le candidat socialiste.
Malgré un score communiste au plus bas depuis 23 ans, un élément de langage giscardien revient, l'image des «chars russes place de la Concorde», après avoir déjà marqué la campagne en mai 1974,,. C'est Michel Poniatowski, ministre de l’Intérieur du président Valéry Giscard d’Estaing qui l'utilise, et il sera toujours cité dans le débat public quatre décennies plus tard. En 1955, Nekrassov, comédie parodique du maccarthysme à la française, écrite par Jean-Paul Sartre, s'était déjà moqué de cette peur récurrente.
Le troisième homme, Jacques Chirac, échoue à atteindre son objectif : être présent au second tour. Néanmoins, son résultat (18,00 %), supérieur à ce que laissaient envisager les sondages d'intentions de vote, est plus qu'honorable, d'autant plus qu'en cumulant les voix de Marie-France Garaud (1,33 %) et Michel Debré (1,66 %) la droite gaulliste atteint 20,99 %. Le report de ses voix sera indispensable à un candidat-président qu'il n'a cessé de critiquer.
Les six petits candidats se partagent 12,48 %. Brice Lalonde, avec 3,88 %, obtient un résultat élevé pour la famille de l'écologie politique. Il est suivi par Arlette Laguiller (2,30 %), qui confirme son résultat de 1974. Le radical de gauche Michel Crépeau obtient un résultat modeste (2,21 %), proche de l'audience de son parti auprès de la population. Devancée par Debré et Garaud, Huguette Bouchardeau (1,10 %) arrive en dernière position. Les candidats de gauche totalisent 46,81 %, ceux de droite 49,31 %. La balance pourrait donc sembler pencher pour cette dernière, mais les 3,88 % d'écologistes sont réputés s'orienter plutôt vers Mitterrand (bien que Brice Lalonde n'ait pas donné de consigne de vote), et la faiblesse des communistes amoindrit la crainte d'une gauche au pouvoir notamment pour une partie de l'électorat centriste, le thème de la « Force tranquille » y jouant pour beaucoup. Quoi qu'il en soit, la question des ralliements du second tour est déterminante.

### Reports et ralliements
Dès le lendemain du premier tour, Jacques Chirac déclare à la presse : « Chacun devra voter selon sa conscience. À titre personnel, je ne puis que voter pour M. Giscard d'Estaing. » Son refus d'appeler ses partisans à soutenir Valéry Giscard d'Estaing pour le second tour lui vaut d'être accusé, par les partisans du président sortant, de faciliter l'élection du candidat socialiste en ne se prononçant qu'à titre personnel de cette façon ambiguë, mais peu étonnante compte tenu de ses précédentes attaques contre le chef de l'État. Giscard d'Estaing obtient néanmoins le soutien sans réserve de Michel Debré, mais Marie-France Garaud dit qu'elle votera blanc. Le groupe parlementaire des députés RPR apporte aussi son soutien, avec un manque d'enthousiasme patent, affirmant que le septennat de Giscard d'Estaing a été un échec, mais que l'« alternative collectiviste » de la gauche serait pire. Le 29 avril, au comité central du RPR, la tension est palpable entre ceux qui soutiennent le président de la République et ceux qui lui sont franchement hostiles. Alain Juppé va jusqu'à renvoyer les deux qualifiés du second tour dos à dos : « Ni M. Giscard d'Estaing ni M. Mitterrand ne veulent changer la société ».
Valéry Giscard d'Estaing a écrit dans le dernier tome de ses mémoires, en 2006, que François Mitterrand, sur le point de mourir, lui avait avoué, lors d'un entretien le 15 décembre 1995, que Jacques Chirac et le candidat socialiste s'étaient rencontrés au domicile d'Édith Cresson dans le but de conclure un pacte électoral, quelques jours avant l'élection. À cette occasion, François Mitterrand lui aurait confié : « Vous étiez imbattable. […] Et je n'ai été élu que grâce aux 550 000 voix que m'a apportées Jacques Chirac au deuxième tour. Vous n'avez qu'à regarder les chiffres. Sans ces 550 000 voix qui ont changé de camp, je ne pouvais pas être élu. »,,. L'ancien ministre socialiste Pierre Joxe a révélé en 2011 que le RPR, via Charles Pasqua, a mis à disposition le fichier de ses adhérents pour leur envoyer, entre les deux tours, un appel à voter pour François Mitterrand,. Si Jacques Chirac, y compris dans ses mémoires, nia tout accord de ce type, Édith Cresson, Roselyne Bachelot et plusieurs journalistes ont confirmé ce qui est appelé comme une trahison.
À gauche, Arlette Laguiller (elle précise néanmoins « sans illusions »), Huguette Bouchardeau et Michel Crépeau se rallient rapidement à François Mitterrand, entre le soir et le surlendemain du premier tour. C'est le cas de plusieurs leaders syndicaux, tels que Edmond Maire, secrétaire général de la CFDT. Seul Force ouvrière renonça à donner une consigne de vote. Le 28 avril, le comité central du PCF se réunit. Charles Fiterman tance les sympathisants qui ont voté utile dès le premier tour : « Vous n'avez pas mesuré le risque que vous avez pris en contribuant à diminuer l'influence de notre parti. » Les dirigeants communistes se résolvent à soutenir le candidat socialiste, ne pouvant pas vraiment faire autrement, risquant soit de ne pas être suivis dans le cas contraire, soit d'être accusés de faciliter la victoire de la droite. Le même jour, Georges Marchais appelle donc à voter pour Mitterrand. À la télévision, il déclare avoir obtenu certaines garanties en vue de l'adoption de certaines parties du programme communiste, et ajoute : « M'avez-vous déjà vu rouler gratuitement ? » Certaines sources laissent néanmoins penser que les militants les plus fidèles du Parti communiste auraient été appelés par des cadres du parti pour voter Giscard d'Estaing, ce qui n'aurait de toute façon pas pu significativement peser sur le scrutin national, tout au plus sur des considérations politiciennes au niveau local, dans certaines circonscriptions législatives disputées. En 1988, Pierre Juquin déclare dans un entretien accordé à Libération que Georges Marchais lui aurait demandé de voter en faveur de Valéry Giscard d'Estaing. La revendication incessante, via le quotidien du parti L'Humanité, de ministères communistes a sans doute été davantage de nature à gêner François Mitterrand à cause de son effet repoussoir pour les électeurs indécis.
Reste le cas de Brice Lalonde. En 1981, les écologistes, qui sont l'agrégation de courants aux traditions différentes, ne sont officiellement ni de droite ni de gauche. Néanmoins, la déclaration, entre les deux tours, de leur candidat, qui explique qu'il ne peut pas appeler à voter pour Giscard d'Estaing ou pour Mitterrand, est tout de même, entre les lignes, beaucoup plus favorable à ce dernier.
Michel Winock analyse que Jacques Chirac et Georges Marchais voulaient tous deux mettre en échec leurs concurrents directs, Valéry Giscard d'Estaing et François Mitterrand.

### Duel entre Giscard et Mitterrand
Au lendemain du premier tour, le report des voix semble plus favorable à François Mitterrand qu'à Valéry Giscard d'Estaing. Dès le 28 avril, Georges Marchais indique qu'il appelle à voter en faveur de François Mitterrand. Le journaliste demande au secrétaire général du PCF s'il « roulerait gratuitement » pour le candidat socialiste. Visiblement agacé, Marchais déclare : « M'avez vous déjà vu rouler gratuitement ? Est-ce que vous croyez que quatre millions et demi d'électeurs qui, dans des conditions difficiles, face à la campagne dont j'ai fait l'objet, ont voté pour ma candidature, me pardonneraient la moindre capitulation ? ». Mais le score du candidat socialiste, supérieur de plus de dix points au score du candidat communiste défait, rend difficile pour le parti et son représentant de mener une stratégie contre Mitterrand. L'échec de Georges Marchais donne même un avantage à Mitterrand puisqu'une partie de l'électorat centriste ne redoute plus un PCF affaibli et peut dès lors envisager de voter pour le candidat socialiste,.
Le duel s'avère plus compliqué pour Valéry Giscard d'Estaing. Ses adversaires au sein de la majorité de droite, Michel Debré, Marie-France Garaud et Jacques Chirac, se sont montrés si critiques de son bilan durant la campagne du premier tour qu'il semble difficile pour le président sortant de rallier l'ensemble de leurs électeurs pour faire barrage à Mitterrand. C’est d'autant plus le cas que Garaud fait savoir qu'elle votera « blanc », que Debré le soutient sans réel enthousiasme et que Chirac se prononce en sa faveur «à titre personnel» le 27 avril, puis avec plus de hardiesse le 6 mai, mais non sans réserves,.
Entre les deux tours, la campagne prend un tour plus agressif. Valéry Giscard d'Estaing et François Mitterrand, qui se lancent dans un nouveau tour de France des meetings, n'hésitent plus à se lancer mutuellement des attaques personnelles. Le premier sent qu'il peut perdre, le second qu'il peut gagner. Giscard d'Estaing essaie non sans mal de rallier les voix des gaullistes et le soutien du RPR, plus généralement de ceux qui sont contre la gauche. Il reprend une partie du programme de Jacques Chirac, notamment sur la fiscalité, proposant de supprimer la taxe professionnelle, et contre la bureaucratie. Il réussit à recueillir le soutien de nombreux députés du RPR, inquiets pour leur réélection en cas de défaite de la droite.
Le 3 mai, une « fête de la liberté » est organisée porte de Pantin à Paris. Des célébrités, dont Mireille Mathieu, Alain Delon et Louis de Funès, participent à ce rassemblement, qui réunit plusieurs dizaines de milliers de personnes. Valéry Giscard d'Estaing lance un appel à « Madame la France ». Il met également en garde contre Mitterrand, indiquant que la bureaucratie, l'étatisme et la fiscalité s'alourdiront, et déclare que les socialistes devront dissoudre l'Assemblée nationale pour gouverner, avec un risque de blocage. Ce même jour, François Mitterrand participe à Paris à une réunion consacrée aux problèmes économiques, réunissant 200 experts, économistes et politiques, dont Jacques Attali et Jacques Delors, sous la présidence de Pierre Mendès France : le candidat socialiste dénonce une instrumentalisation de la peur par le président sortant : « parler de valse avec la mort, de Pologne de l'occident, c'est perdre tout sens commun […] ; en appeler à la peur, c'est proprement battre en retraite ».
À une semaine du vote, les sondages donnent François Mitterrand vainqueur,.
Comme en 1974 et avec les mêmes protagonistes, un débat télévisé est organisé entre les deux candidats, le 5 mai. Alors que Valéry Giscard d'Estaing estime que son aisance devant les caméras peut lui donner un avantage décisif dans la compétition électorale, François Mitterrand se méfie de cet exercice, depuis qu'il lui a été défavorable sept ans plus tôt, quand son adversaire lui lança des piques remarquées (« Vous n'avez pas le monopole du cœur» ; « Vous êtes un homme du passé »). Cette fois, le candidat socialiste, conseillé par Robert Badinter, Laurent Fabius et Serge Moati, fait savoir qu'il souhaite établir un certain nombre de conditions pour ne pas être lésé (21 au total), sur le nombre d'invités, la disposition des lieux, la distance entre les deux débatteurs, les types de plans, la place des caméras, les éclairages, etc.,, Dans un premier temps, François Mitterrand hésite à participer à ce débat. Les deux candidats s'accordent sur le nom des journalistes qui doivent arbitrer la confrontation : Michèle Cotta et Jean Boissonnat. Valéry Giscard d'Estaing avait écarté Jean-François Kahn et Guy Thomas. De son côté, François Mitterrand avait refusé la présence de Jean-Pierre Elkabbach. La veille du débat, François Mitterrand rend publique la lettre qu'il a envoyée à Valéry Giscard d'Estaing dans laquelle il justifie les conditions qu'il a exigées pour participer au débat. Contrairement à 1974, les deux journalistes peuvent intervenir durant l’émission. Lors du débat, François Mitterrand qualifie Valéry Giscard d'Estaing d'« homme du passif », en réaction à l'expression l'« homme du passé » dont Giscard l'avait affublé sept ans plus tôt,. Il s’oppose également à Giscard d'Estaing lors d'une discussion sur le système monétaire européen et le cours du Deutsche Mark, déclarant : « je ne suis pas votre élève et vous n'êtes pas le président de la République ici ». Michèle Cotta considère ultérieurement que c'est à partir de là que Valéry Giscard d'Estaing a été moins incisif lors du débat,. À l'issue de cette confrontation, selon l'institut de sondages Sofres, la comparaison entre les points forts et les points faibles des deux candidats est plutôt favorable au président sortant,. Mais André Rousselet, proche de Mitterrand, fait savoir à Michèle Cotta que d'après les sondages qu'ils viennent de réaliser « c'est gagné ». Cette confrontation, soigneusement préparée par les deux adversaires, ne semble avoir eu qu'une très faible influence sur les deux tiers des Français qui l'ont suivie.

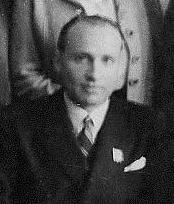
Le Canard enchaîné du 6 mai 1981 publie des documents attestant que le ministre du Budget, Maurice Papon, a été responsable de la déportation de juifs à Bordeaux sous le régime de Vichy.

Le 6 mai, à quatre jours du deuxième tour, Le Canard enchaîné (dont l'un des avocats est le socialiste Roland Dumas) publie des documents montrant, pour la première fois, que le ministre du Budget, Maurice Papon (RPR), a été, sous le régime de Vichy, responsable de la déportation de Juifs à Bordeaux. Le journal titre en une : « Papon, aide de camp : quand un ami de Giscard faisait déporter des Juifs ». Valéry Giscard d'Estaing dénonce une manipulation politique et nie avoir connu le passé de Papon. Selon Michel Slitinsky, historien, ancien résistant et enfant de déportés, à l'origine de la découverte des documents, le journaliste Nicolas Brimo, auteur de l'article et proche de Mitterrand, aurait pris connaissance de cette histoire dès mars 1981, et a assumé le timing électoral de la révélation, estimant qu'elle pouvait «déplacer 200 000 voix juives et 50 000 voix de pieds-noirs ».

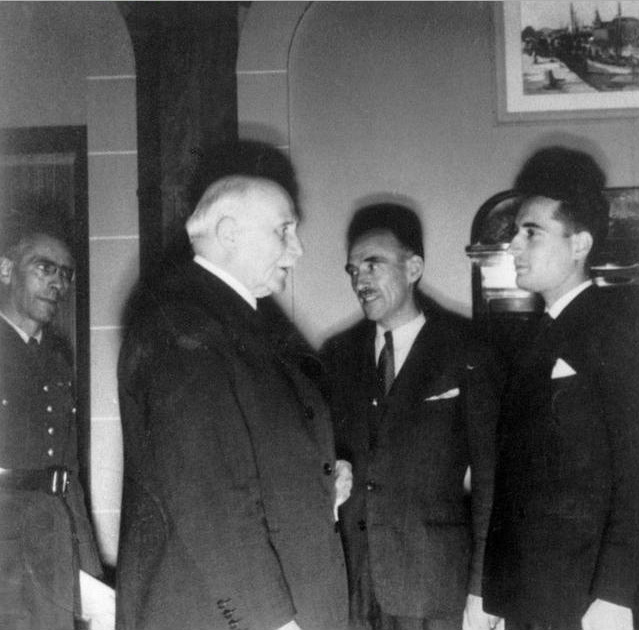
Malgré les sollicitations de ses conseillers, Valéry Giscard d’Estaing refuse d'utiliser cette photo de François Mitterrand reçu par le maréchal Pétain le 15 octobre 1942, disant préférer des débats de fond.

Valéry Giscard d'Estaing, dans ses derniers rassemblements de campagne, évoque les menaces qui pèsent selon lui, en cas de victoire de la gauche, sur l'emploi, la famille, les jeunes et la médecine, sans oublier de critiquer les nationalisations et le montant jugé très onéreux du programme socialiste. Le 7 mai, François Mitterrand accuse le président sortant de brandir « le mensonge et la peur » et de déformer ses propositions. « Douze mensonges en vingt minutes », dit-il lors de ce meeting, « je sais bien qu'il n'a pas battu son record ». Il ajoute que le président candidat l'a attaqué une fois qu'il avait « le dos tourné » : « Ça a marché une fois avec De Gaulle en 1969 ! [Référence à la position de Giscard d'Estaing lors du référendum perdu qui suscita la démission du Général.] Tirer dans le dos, c'est sa spécialité ! Il l'a fait avec moi, mais il ratera son coup ! » Le lendemain, Giscard d'Estaing réplique en déclarant que Mitterrand « a perdu son sang-froid et en est venu aux insultes ». C'est le dernier échange entre les deux hommes avant le vote.
Dans un documentaire diffusé à la télévision en 2017, Valéry Giscard d’Estaing confie qu'au début de la campagne électorale, négligeant les avis de ses conseillers, il s'est refusé d'utiliser contre Mitterrand une photo où celui-ci apparaît reçu en audience par le maréchal Pétain à la fin de l’année 1942. L'ancien président déclare : « Je n'ai utilisé aucun des arguments hors de la politique contre Mitterrand. J'avais cette photo […] et je n'ai pas voulu que la campagne qui portait sur des enjeux nationaux, porte sur des informations personnelles, qui après tout n'était pas directement en cause. »,,.
Par ailleurs, il est notoire que durant la période d'occupation la famille Giscard est pétainiste, le père du président Valéry Giscard d'Estaing, Edmond Giscard d'Estaing, fut, comme François Mitterrand, décoré de l'ordre de la Francisque,.

## Résultats

### Au niveau national
| Candidats                | Candidats                | Partis                   | Premier tour | Premier tour | Second tour | Second tour |
| Candidats                | Candidats                | Partis                   | Voix         | %            | Voix        | %           |
| ------------------------ | ------------------------ | ------------------------ | ------------ | ------------ | ----------- | ----------- |
|                          | Valéry Giscard d'Estaing | UDF                      | 8 222 432    | 28,32        | 14 642 306  | 48,24       |
|                          | François Mitterrand      | PS                       | 7 505 960    | 25,85        | 15 708 262  | 51,76       |
|                          | Jacques Chirac           | RPR                      | 5 225 848    | 18,00        |             |             |
|                          | Georges Marchais         | PCF                      | 4 456 922    | 15,35        |             |             |
|                          | Brice Lalonde            | MEP                      | 1 126 254    | 3,88         |             |             |
|                          | Arlette Laguiller        | LO                       | 668 057      | 2,30         |             |             |
|                          | Michel Crépeau           | MRG                      | 642 847      | 2,21         |             |             |
|                          | Michel Debré             | RPR                      | 481 821      | 1,66         |             |             |
|                          | Marie-France Garaud      | RPR                      | 386 623      | 1,33         |             |             |
|                          | Huguette Bouchardeau     | PSU                      | 321 353      | 1,11         |             |             |
|                          |                          |                          |              |              |             |             |
| Votes valides            | Votes valides            | Votes valides            | 29 038 117   | 98,38        | 30 350 568  | 97,12       |
| Votes blancs et nuls     | Votes blancs et nuls     | Votes blancs et nuls     | 477 965      | 1,62         | 898 984     | 2,88        |
| Total                    | Total                    | Total                    | 29 516 082   | 100          | 31 249 552  | 100         |
| Abstention               | Abstention               | Abstention               | 6 882 777    | 18,91        | 5 149 210   | 14,15       |
| Inscrits / participation | Inscrits / participation | Inscrits / participation | 36 398 859   | 81,09        | 36 398 762  | 85,85       |

### Par département

Résultats par département en France métropolitaine des cinq premiers candidats du premier tour
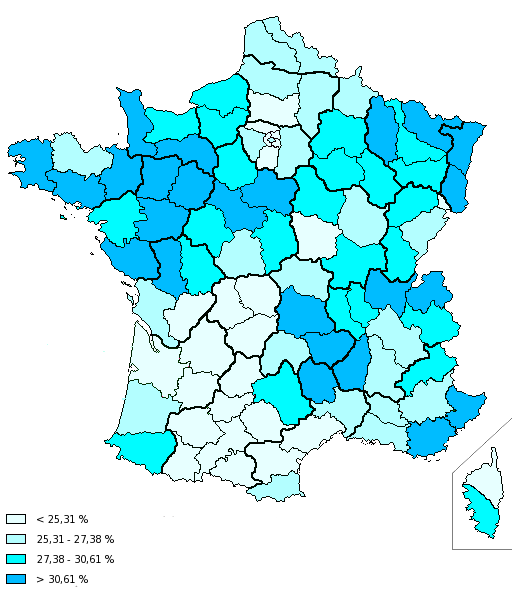
Valéry Giscard d'Estaing (UDF, 28,32 %)
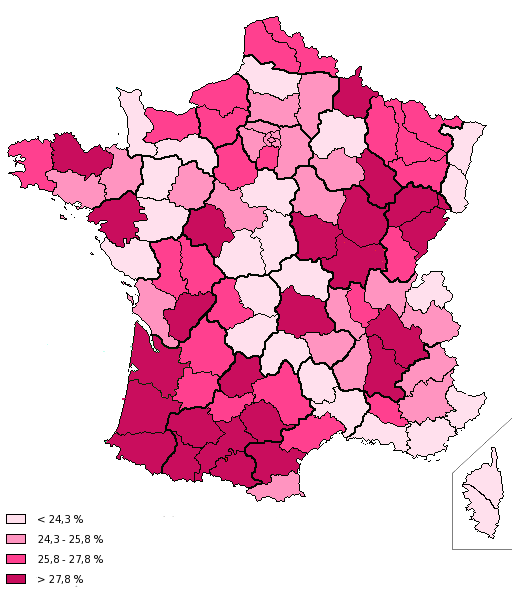
François Mitterrand (PS, 25,85 %)
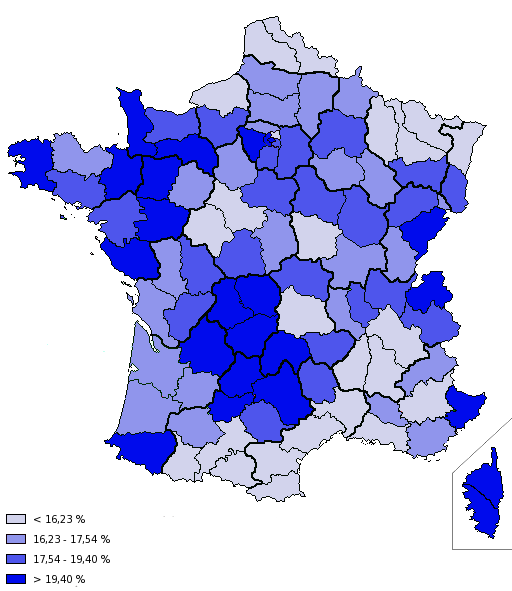
Jacques Chirac (RPR, 18,00 %)
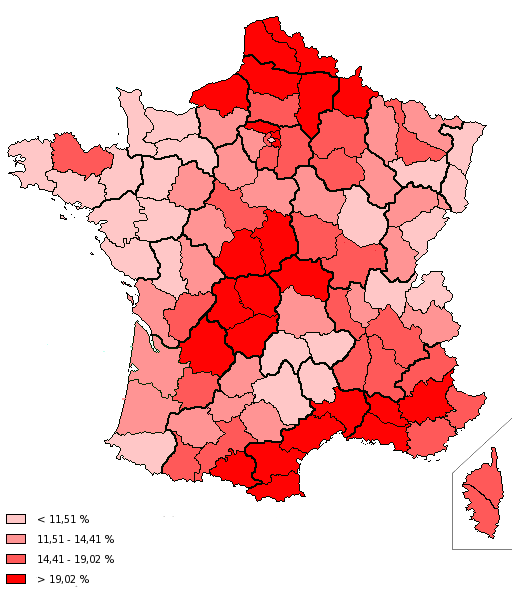
Georges Marchais (PCF, 15,35 %)
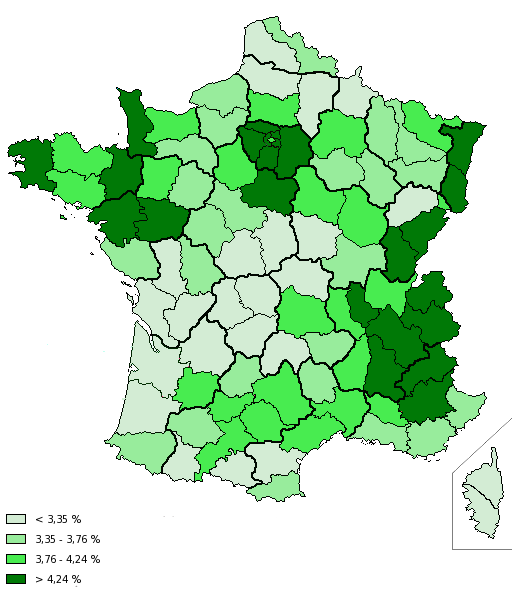
Brice Lalonde (écologiste, 3,88 %)

Résultats par département du second tour en France métropolitaine
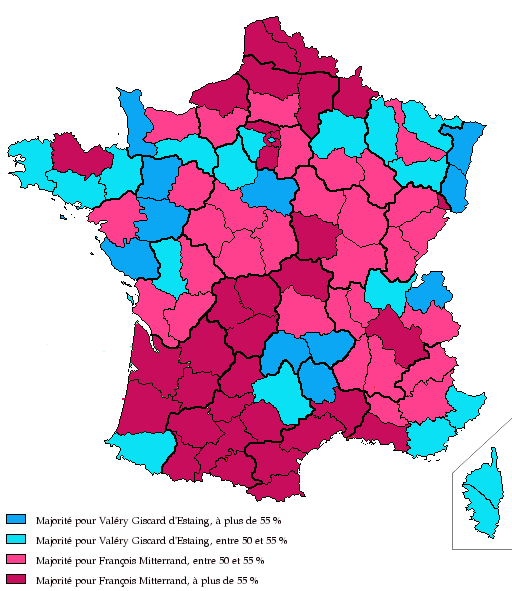

### Victoire de François Mitterrand

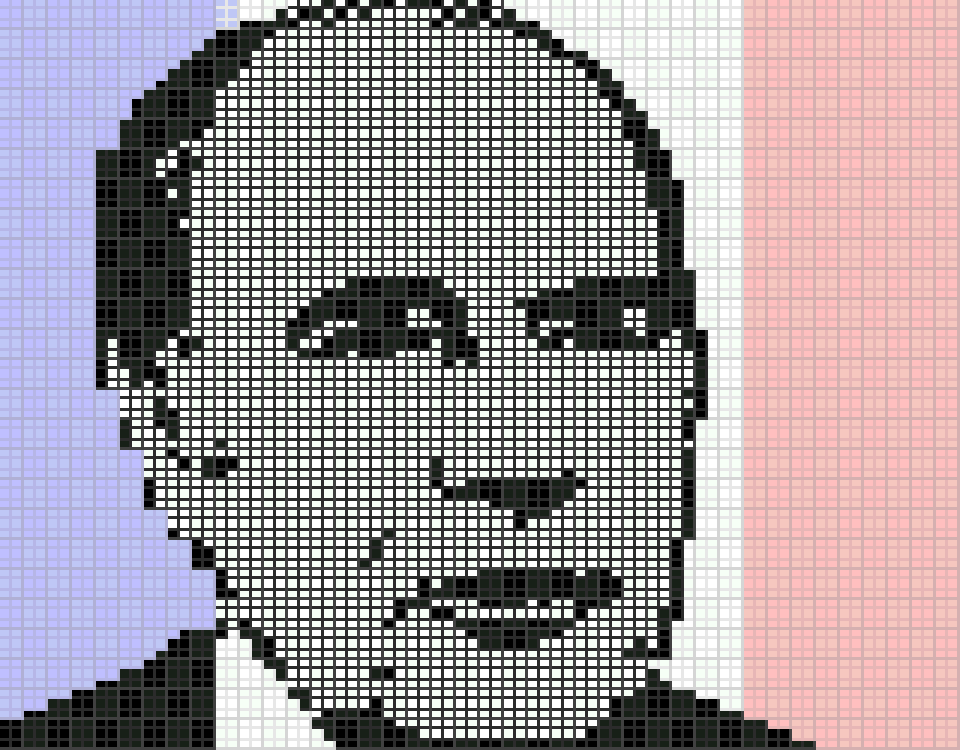
Portrait de François Mitterrand en Minitel art Vidéotex affiché à la télévision pour annoncer le vainqueur, sur Antenne 2.

Le 10 mai, en fin d'après-midi, si des chiffres circulant dans les rédactions des journaux et aux sièges des partis donnent dès 18 h 30 le candidat socialiste gagnant, l'incertitude est en revanche totale dans la population. Le suspense prend fin à 20 heures, lorsque les radios et la télévision annoncent officiellement le résultat : François Mitterrand remporte ce second tour et devient le quatrième président de la Ve République (et le premier de gauche). L'annonce télévisuelle fait planer un suspense de quelques instants, le haut d'un crâne dégarni (point commun aux deux candidats) s'affichant pixel par pixel sur les écrans avant qu'apparaisse la tête entière du vainqueur.
Un peu plus tard, les résultats seront affinés : Mitterrand a obtenu 51,76 % des voix exprimées, choisi par 15 708 602 électeurs, soit 1 065 956 de plus que son adversaire, et 8 202 302 de mieux que son résultat du premier tour, quand Valéry Giscard d'Estaing n'a rallié que 6 419 874 nouveaux électeurs.

### Analyse et sociologie
Plusieurs politologues ont analysé la victoire de François Mitterrand comme étant davantage le résultat d'un rejet de la droite au pouvoir que d'une adhésion au programme de la gauche. La gauche électorale ne serait pas, pour autant, devenue majoritaire dans le pays en 1981. « Les Français ont donné aux socialistes la possibilité de transformer profondément la société française, mais ils ne leur ont pas réellement donné le mandat », écrira François Goguel dans Le Monde en novembre 1981. D'autres analyses soulignent au contraire que la France est devenue progressivement et structurellement de gauche dans le sillage des transformations de la société dans les années 1970 (urbanisation, développement des classes moyennes salariées, arrivée à maturité des générations du baby-boom, féminisme, recul des valeurs conservatrices, etc.).
D'un point de vue plus strictement politique, la bipolarisation induite par les institutions de la Ve République impliquait obligatoirement une alternance tôt ou tard. Celle-ci est d'ailleurs venue tardivement, après 23 années de pouvoir de droite. La gauche avait déjà été sur le point de gagner à l'occasion des élections législatives de 1978, et en a été empêchée principalement par sa désunion, et l'incertitude sur la nature d'une éventuelle cohabitation a retenu nombre d'électeurs de choisir l'alternance. En revanche, en 1981, les effets négatifs de la désunion de la gauche sont atténués par l'affaiblissement du PCF, tandis que la division est plus forte que jamais à droite, sans compter que la considérable dégradation de l'économie française à la fin du mandat de Valéry Giscard d'Estaing a amplifié le phénomène de rejet du pouvoir en place.
Par rapport au second tour de 1974, le score du candidat socialiste s'est amélioré de 2 736 658 votes. Le taux d'abstention (14,13 %) a été faible : par rapport au premier tour, 1 733 470 électeurs supplémentaires se sont déplacés. Les votes blancs et nuls ont doublé entre les deux tours. François Mitterrand a avant tout bénéficié d'un bon report de voix : 92 % des communistes, 53 % des écologistes, et 16 % des gaullistes selon la Sofres. François Mitterrand a remporté la majorité dans 65 départements de la France métropolitaine ; il en a conquis 25 de plus qu'en 1974. Par ailleurs, vingt-et-un départements basculent de droite à gauche, tandis que seul le Var bascule en faveur de Valéry Giscard d'Estaing.
Les différences catégorielles entre l'électorat de Mitterrand et celui de Giscard d'Estaing ne sont pas très marquées. On peut néanmoins noter que, en moyenne, l'électeur de gauche est légèrement plus masculin, jeune et salarié que l'électeur moyen de droite. Selon un sondage[Lequel ?], François Mitterrand reçoit le soutien de 72 % des ouvriers et de 62 % des employés. Entre les législatives de 1978 et 1981, le PS a connu une progression importante dans de nombreux départements. Dans sept départements, la progression en proportion des suffrages exprimés est supérieure à 10 %. Du fait de la division de la majorité présidentielle, le PS connait une baisse dans le Limousin, le Massif central, le Nord-Est et dans le Nord-Pas-de-Calais. Quant au Parti communiste, il perd un quart de son électorat durant cette période. Il n'y a qu'en Lozère, en Corse-du-Sud et en Haute-Corse que le parti résiste ou gagne du terrain sur le PS. Dans quatorze départements, le PC perd plus de 10 % par rapport à 1978. Pour Emmanuel Todd, cet effondrement du PC ne peut s'expliquer sans mettre en avant la fin des Trente Glorieuses et la désindustrialisation qui a commencé à partir de 1975. Après cette élection, le PS s'était définitivement implanté dans les zones catholiques traditionnelles et dans le Bassin parisien, tandis que le PC perdait une bonne partie de ses bases électorales. Georges Marchais obtient un score semblable à celui par le PC lors des législatives en 1936, et avait perdu environ 1 416 000 voix par rapport à 1978. Au premier tour, la droite regroupait 48,82 % des suffrages exprimés contre 47,24 % pour la gauche. Au second tour, 80 % des catholiques réguliers ont voté en faveur de Valéry Giscard d'Estaing contre 20 % à François Mitterrand.
François Goguel analyse la hausse de l'abstention par l'abaissement de la majorité à 18 ans.
| Catégorie                                             | Mitterrand | Giscard d'Estaing |
| ----------------------------------------------------- | ---------- | ----------------- |
|                                                       |            |                   |
| Ensemble                                              | 52 %       | 48 %              |
| Sexe                                                  |            |                   |
| Hommes                                                | 56 %       | 44 %              |
| Femmes                                                | 49 %       | 51 %              |
| Âge                                                   |            |                   |
| 18-24 ans                                             | 63 %       | 37 %              |
| 25-34 ans                                             | 63 %       | 37 %              |
| 35-49 ans                                             | 51 %       | 49 %              |
| 50-64 ans                                             | 47 %       | 53 %              |
| Plus de 64 ans                                        | 40 %       | 60 %              |
| Professions et catégories socioprofessionnelles       |            |                   |
| Agriculteurs                                          | 35 %       | 65 %              |
| Petits commerçants, artisans                          | 33 %       | 67 %              |
| Cadres supérieurs, professions libérales, industriels | 38 %       | 62 %              |
| Cadres moyens, employés                               | 58 %       | 42 %              |
| Ouvriers                                              | 67 %       | 33 %              |
| Inactifs, retraités                                   | 45 %       | 55 %              |
| Niveau d'instruction                                  |            |                   |
| Primaire                                              | 51 %       | 49 %              |
| Secondaire                                            | 50 %       | 50 %              |
| Technique                                             | 58 %       | 42 %              |
| Supérieur                                             | 50 %       | 50 %              |
| Proximité partisane                                   |            |                   |
| Extrême gauche                                        | 98 %       | 2 %               |
| Gauche                                                | 95 %       | 5 %               |
| Centre                                                | 29 %       | 71 %              |
| Droite                                                | 6 %        | 94 %              |
| Extrême droite                                        | 5 %        | 95 %              |
| Sans affiliation                                      | 42 %       | 58 %              |
| Revenu                                                |            |                   |
| Moins de 2000F                                        | 50 %       | 50 %              |
| De 2001 à 3000F                                       | 52 %       | 48 %              |
| De 3001 à 5000F                                       | 58 %       | 42 %              |
| De 5001 à 7500F                                       | 54 %       | 46 %              |
| Plus de 7500F                                         | 47 %       | 53 %              |

| François Mitterrand : (51,76 %) |  |  | Valéry Giscard d'Estaing : (48,24 %) |
| ▲                               |  |  |                                      |

### Célébrations de la gauche
Aussitôt après l'annonce du résultat, la place de la Bastille à Paris est remplie par une foule euphorique qui improvise une gigantesque fête sur place, malgré l'orage qui vient d'éclater. Valéry Giscard d'Estaing, qui est le premier président de la République (toutes républiques confondues) à être battu en briguant un nouveau mandat, fait une brève déclaration dans laquelle il adresse ses vœux à son successeur et annonce qu'il continuera « à défendre les intérêts essentiels de notre pays ». François Mitterrand fait sa déclaration depuis l'hôtel du Vieux-Morvan, à Château-Chinon, dans la circonscription dont il est le député. Il y déclare devant les caméras :
« Cette victoire est d'abord celle des forces de la jeunesse, des forces du travail, des forces de création, des forces du renouveau qui se sont rassemblées dans un grand élan national pour l'emploi, la paix, la liberté, thèmes qui furent ceux de ma campagne présidentielle et qui demeureront ceux de mon septennat. Elle est aussi celle de ces femmes, de ces hommes, humbles militants pénétrés d'idéal, qui, dans chaque commune de France, dans chaque ville, chaque village, toute leur vie, ont espéré ce jour où leur pays viendrait enfin à leur rencontre. À tous je dois et l'honneur et la charge des responsabilités qui désormais m'incombent. Je ne distingue pas entre eux. Ils sont notre peuple et rien d'autre. Je n'aurai pas d'autre ambition que de justifier leur confiance.

Ma pensée va en cet instant vers les miens, aujourd'hui disparus, dont je tiens le simple amour de ma patrie et la volonté sans faille de servir. Je mesure le poids de l'histoire, sa rigueur, sa grandeur. Seule la communauté nationale entière doit répondre aux exigences du temps présent. J'agirai avec résolution pour que, dans la fidélité à mes engagements, elles trouvent le chemin des réconciliations nécessaires. Nous avons tant à faire ensemble et tant à dire aussi. Des centaines de millions d'hommes sur la terre sauront ce soir que la France est prête à leur parler le langage qu'ils ont appris à aimer d'elle. Mesdames et messieurs, j'ai une autre déclaration brève à faire. À M. Giscard d'Estaing, que je remercie de son message, j'adresse les vœux que je dois à l'homme qui, pendant sept ans, a dirigé la France. Au-delà des luttes politiques, des contradictions, c'est à l'histoire qu'il appartient maintenant de juger chacun de nos actes, »

## Conséquences et suites
Le 13 mai 1981, le Premier ministre, Raymond Barre, remet la démission de son gouvernement et les ministères se vident. Valéry Giscard d'Estaing s'adresse une dernière fois aux Français en tant que président de la République le 19 mai, lors d'une déclaration télévisée dans son bureau de l'Élysée, prononçant son fameux « Au revoir », avant de se lever et de quitter la pièce, la caméra continuant de cadrer sa chaise vide durant plusieurs secondes.
La cérémonie de passation de pouvoir entre le président sortant et François Mitterrand a lieu le 21 mai. En quittant, à pied, l'Élysée, Valéry Giscard d'Estaing est hué et sifflé par une partie de la foule. Le même jour, le nouveau président se rend à l'hôtel de ville où il prononce un discours, puis au Panthéon, où se déroule une cérémonie retransmise à la télévision mise en scène par Serge Moati. François Mitterrand, s'extrayant d'une foule compacte, pénètre, seul et solennel dans le bâtiment, se recueille devant les tombes de Victor Schœlcher, Jean Jaurès et Jean Moulin, sur lesquelles il dépose une rose.
Cette victoire socialiste se traduit sur le marché financier par des mouvements de grande ampleur. La Bourse de Paris chute de 17 % entre le 11 et le 15 mai et les cotations doivent être suspendues. Sur le marché des changes, le franc est attaqué, si bien que les douaniers doivent renforcer leurs contrôles aux frontières pour éviter la fuite des capitaux.
Le soir du 21 mai, comme prévu, Pierre Mauroy est nommé Premier ministre. La composition du nouveau gouvernement, comptant 43 membres mais aucun communiste, est donnée le lendemain, avec des personnalités telles que Gaston Defferre (Intérieur), Jacques Delors (Économie), Michel Rocard (Plan et Aménagement du Territoire), Jean-Pierre Chevènement (Recherche et Technologie), Charles Hernu (Défense), Édith Cresson (Agriculture), Claude Cheysson (Relations extérieures), Jack Lang (Culture), Laurent Fabius (Budget), Jean Auroux (Travail), Alain Savary (Éducation), Michel Crépeau (Environnement), Michel Jobert (Commerce extérieur), etc. Le même jour, comme annoncé pendant la campagne et pour éviter l'expérimentation institutionnelle d'une cohabitation, François Mitterrand fait usage de l'article 12 de la Constitution et dissout l'Assemblée nationale. Les élections législatives des 14 et 21 juin donnent une large majorité à la gauche, donnant au nouveau président les moyens de son action politique. Avec 37,77 % des suffrages et 266 sièges sur 491 (on parle de « vague rose »), le Parti socialiste obtient à lui seul la majorité absolue, sans besoin de l'appoint des 44 députés du PCF. Sa position de parti hégémonique de la gauche est ainsi confirmée. Néanmoins, après les élections, quatre communistes (Charles Fiterman, Anicet Le Pors, Jack Ralite, Marcel Rigout) obtiennent des ministères (de second ordre) dans le deuxième gouvernement Mauroy, qui voit aussi entrer Robert Badinter à la Justice. Relégués dans l'opposition, le RPR et l'UDF se rapprochent et définissent des accords électoraux et un programme commun. Par la même occasion, Jacques Chirac renforce sa position à droite.
Entre la présidentielle et les législatives, dans les jours suivant sa nomination, le gouvernement de Pierre Mauroy prend plusieurs mesures : grâces accordées aux condamnés à mort, suppression de la Cour de sûreté de l'État, suspension de l'expulsion d'immigrés clandestins, arrêt de la construction de certaines centrales nucléaires dont celle de Plogoff, annulation du projet d'agrandissement du camp militaire du Larzac. Il annonce en outre la hausse du Smic de 10 %, des allocations familiales et des allocations logement de 25 %, du minimum vieillesse de 20 %, et la création de 55 000 emplois publics.
Le gouvernement renforce également le contrôle des changes pour essayer d'enrayer la fuite des capitaux qu'a instantanément provoquée la victoire du candidat socialiste. Celle-ci a suscité une profonde consternation parmi les patrons français inquiétés par les nationalisations et l'éventualité de communistes au pouvoir, et certains d'entre eux abreuvés par diverses rumeurs prévoient un désordre généralisé. Entre les deux tours de la présidentielle, le patron des patrons François Ceyrac, président du CNPF, avait appelé à voter pour Giscard d'Estaing. Sous l'effet de l'afflux de capitaux, le franc suisse atteint des niveaux records, et la CFDT accuse le patronat de sabotage économique. Pour soutenir la monnaie nationale malmenée sur le marché des changes, la Banque de France est obligée d'y injecter 10 milliards de francs, renforçant la perspective d'une dévaluation et d'une augmentation de l'inflation. Deux ans plus tard, le ministre des Finances Jacques Delors met en place un changement de politique économique, qualifié de « tournant de la rigueur », provoqué tant par ces attaques contre le franc que par le coût des programmes économiques et sociaux instaurés entre-temps par le nouveau pouvoir socialiste.
L'alternance permet de mettre en œuvre des actions politiques allant dans le sens du « changement » selon le programme de la gauche, non sans de vives oppositions de la droite. Certains dirigeants socialistes vont jusqu'à évoquer la Révolution française, tel Paul Quilès, qui déclare, en octobre 1981, lors du congrès de Valence : « Il ne faut pas non plus dire : « Des têtes vont tomber », comme Robespierre à la Convention, mais il faut dire lesquelles et le dire rapidement. C'est ce que nous attendons du gouvernement, car il en va de la réussite de notre politique ». (Le journaliste Jean-Pierre Elkabbach, souvent cité comme victime de cette volonté métaphorique de faire tomber des têtes, avait déjà été renvoyé, en juin, officieusement pour giscardisme, de la direction de l'information d'Antenne 2). Le nouveau ministre de la Culture, Jack Lang, avait quant à lui dit que l'élection de Mitterrand était un « passage de l'ombre à la lumière ».
Durant son « état de grâce », le gouvernement socialiste réalise les nationalisations des principales banques (Société générale, Crédit lyonnais, CIC, Paribas, Crédit du Nord, etc.) et de certaines des principales entreprises industrielles (Thomson, Rhône-Poulenc, Pechiney, Saint-Gobain, Usinor, Compagnie générale des eaux, Matra). Marcel Dassault échappe aux nationalisations en faisant don de 26 % des actions des Avions Marcel Dassault à l'État. Le gouvernement abolit la peine de mort ; instaure une cinquième semaine de congés payés, la semaine de 39 heures et la retraite à 60 ans ; accorde des aides aux entreprises qui embauchent ; accroît les droits des salariés avec les lois Auroux ; promulgue la première loi de décentralisation ; réorganise administrativement les trois premières communes françaises avec la loi PLM ; légalise les radios libres et créé une autorité de régulation de l'audiovisuel (la Haute Autorité de la communication audiovisuelle) ; et met en place d'autres réformes concernant le logement, l'enseignement supérieur, l'immigration et la santé. Le coût important de la politique sociale et économique (estimé à 6,8 milliards de francs pour la politique d'emploi, 43 milliards pour les nationalisations) doit être financé par de nouveaux impôts et taxes sur les hauts revenus, les sociétés et les bénéfices des grandes entreprises.
Environ un an plus tard, l'élan qui a porté la gauche au pouvoir est retombé. Si les réformes sociales du gouvernement socialiste sont reconnues[Par qui ?], son bilan économique, alors que le chômage continue d'augmenter, est rapidement considéré comme un échec. Les conséquences seront l'adoption du tournant de la rigueur, qui marque à la fois une mutation idéologique de la gauche française, son adaptation à une certaine culture de gouvernement et une désillusion chez une grande partie de ses électeurs, qui profite à moyen terme à la droite, qui revient au pouvoir pour expérimenter la première cohabitation en 1986. François Mitterrand parvient néanmoins à se faire réélire en 1988. Il est le président de la République resté le plus longtemps en fonctions (14 ans).